# La Femme au miroir (Titien)
Vous lisez un « article de qualité » labellisé en 2017.
Pour les articles homonymes, voir La Femme au miroir.
La Femme au miroir (en italien : Donna allo specchio) est une peinture à l'huile sur toile réalisée par le peintre italien le Titien vers 1515.
Conservé au musée du Louvre à Paris, la toile fait l'objet de plusieurs répliques de la main même du maître ou de son atelier dont une est conservée à la pinacothèque du château de Prague, en République tchèque, et l'autre au musée national d'art de Catalogne, à Barcelone en Espagne.
Jusqu'au début du XXe siècle, les chercheurs pensaient que le commanditaire de l'œuvre était Frédéric II de Mantoue, ce qui aurait ainsi expliqué la présence de l'œuvre dans la Collection Gonzague appartenant à sa famille. Cette hypothèse est désormais rejetée et l'identité du commanditaire n'est pas connue.
Ce tableau de moyennes dimensions est un portrait en buste d'une jeune femme dans son intérieur alors qu'elle fait sa toilette. Elle est accompagnée par un homme qui tient deux miroirs pour qu'elle puisse voir le résultat de sa coiffure.
Titien y emploie notamment le motif du miroir convexe, d'origine flamande mais déjà employé en Italie quelques années plus tôt par Giorgione. Il fait preuve d'une haute technicité dans le rendu des couleurs mais aussi d'une maîtrise de l'art de la composition qui est ici harmonieuse et dynamique. Pour ces raisons, le tableau est tenu pour un chef-d'œuvre de la jeunesse de Titien.
L'œuvre fait l'objet d'un débat entre les chercheurs pour savoir s'il s'agit avant tout d'un portrait, d'une scène de genre ou bien d'une allégorie. Par le passé, différentes hypothèses ont voulu identifier les deux personnages comme étant Titien et sa maîtresse, Alphonse Ier d'Este et Laura Dianti ou Frédéric II Gonzague et Isabella Boschetti ; mais ces hypothèses ne sont plus soutenues désormais. Par ailleurs, certains observateurs estiment que le tableau possède toutes les caractéristiques de la scène de toilette à visée érotique ; mais une majorité de chercheurs considèrent plutôt que La Femme au miroir met avant tout cette mise en scène intimiste au service d'une vanité, c'est-à-dire qu'elle serait une œuvre allégorique exposant les atteintes du temps sur l'être humain.

## Description

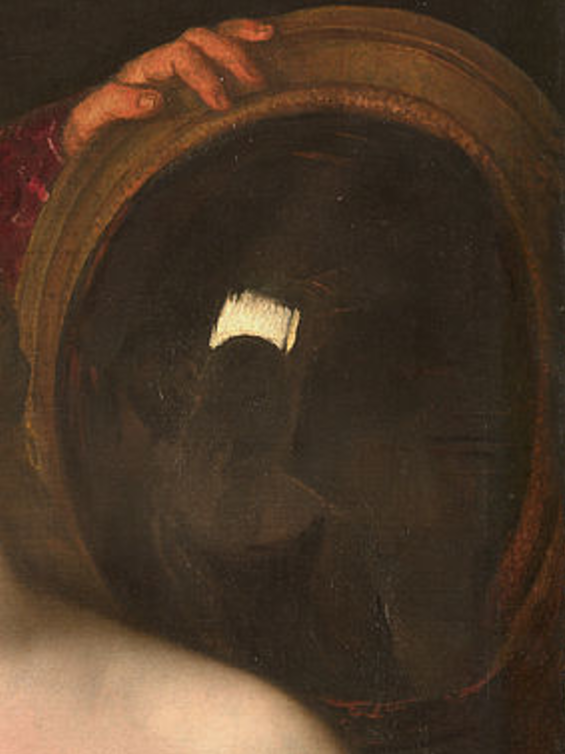
Le miroir convexe laisse voir un intérieur (détail).

La Femme au miroir, peinture à l'huile réalisée sur toile, mesure 99 × 76 centimètres.
L'œuvre est une scène de toilette. Deux personnages sont représentés, une jeune femme et un homme. Le principal sujet est la jeune femme. Elle est vue en buste, et son corps effectue une rotation sur sa droite : ses hanches sont tournées sur sa gauche, ses épaules font face au spectateur et son visage est vu de trois quarts ; ses yeux achèvent cette rotation, qui regardent un miroir encore sur sa droite. Elle tient dans sa main droite une mèche de sa chevelure défaite. L'historien de l'art Erwin Panofsky insiste sur le fait que la jeune femme « arrange » ses cheveux et « non pas [les] coiffe ». Elle tient dans son autre main un flacon posé devant elle. Il se pourrait que ce dernier contienne du parfum mais il s'agirait plus sûrement d'une lotion appelée « acqua di giovendi » d'usage courant à cette époque dans la bonne société vénitienne et destinée à décolorer les cheveux. Ce pot est posé sur un support à hauteur de table qualifié par les chercheurs de « parapet » qui apparaît sous la forme d'une étroite bande grise parallèle au bord du tableau. Derrière la jeune femme et à sa droite, se tient le second personnage, un homme barbu qui la contemple fixement. Il lui présente un objet rectangulaire qu'elle regarde ; il s'agit d'un miroir qu'on ne voit que sur sa tranche.
De l'autre main, l'homme maintient debout un autre miroir, ovale, plus grand et convexe. Sa surface, très sombre, réfléchit le dos de la jeune femme et le profil de l'homme. Elle présente également un intérieur dont les éléments sont plus ou moins suggérés. Une fenêtre en est l'élément le plus visible, qui apparaît sous la forme d'une source lumineuse blanche rectangulaire qui n'est néanmoins pas nettement délimitée. Cette fenêtre constitue donc la source lumineuse de la scène entière et c'est sur elle que se détache l'arrière de la tête de la jeune femme. Autour, quelques éléments architecturaux sont perceptibles : le montant de la fenêtre ainsi que, au-dessus, quelques poutres au plafond. De plus, en guise de mobilier, la chambre contient un gros meuble rectangulaire situé au fond de la pièce qui semble être un lit. Enfin, et de façon paradoxale, le miroir ne permet pas de voir le meuble sur lequel la jeune femme repose la main gauche.

## Historique de l'œuvre

### Datation et titre
Le tableau ne porte pas de mention de date et aucun document ne nous est parvenu pour appuyer une quelconque hypothèse de création. En outre, la lenteur de travail de la part de Titien constitue une difficulté pour toute datation : le peintre effectue ainsi de nombreuses retouches sur ses œuvres avant de les considérer comme terminées, voire parfois en abandonne provisoirement certaines pour plusieurs années avant de les achever. La sanction disciplinaire de la part du Maggior Consiglio (Grand Conseil) dont il fait l'objet en 1538 pour ses délais trop longs illustre parfaitement les atermoiements du peintre. Par ailleurs, de nombreux tableaux de la jeunesse du peintre ont été perdus, ce qui interdit un travail de comparaison et ajoute donc à la difficulté de toute datation exacte. Dès lors, il serait plus rigoureux de considérer la création de l'œuvre, comme toute autre peinture de Titien, selon une période de plusieurs années plutôt que selon une date précise. Jusque dans les années 1950, certains historiens de l'art considèrent qu'il a été peint « après 1523 ». Par exemple, le Français Louis Hourticq en 1919 s'appuie notamment sur l'identification du personnage masculin avec Frédéric II Gonzague, duc de Mantoue, ainsi que sur ce qu'il considère comme une maturité technique présente dans la peinture pour justifier cette datation. Néanmoins, de nos jours, la plupart des chercheurs estiment que La Femme au miroir a été peint « vers 1515 ». Certains d'entre eux élargissent cette estimation à « entre 1514 et 1515 »,, voire proposent une fourchette beaucoup plus large, comme Erwin Panofsky puis, à sa suite, la spécialiste en littérature anglaise du XIXe siècle, Laurence Roussillon-Constanty, l'historienne Sabine Melchior-Bonnet et enfin la notice du portail des collections des musées de France qui indiquent tous quatre « entre 1512 et 1515 »,,,. Les chercheurs contemporains appuient leur hypothèse notamment sur l'affirmation que le tableau possède les caractéristiques des débuts de la maturité du peintre, et ce, en comparant avec d'autres tableaux plus sûrement datés, le style déployé, la facture de l'œuvre ou la thématique abordée.
Un des plus anciens témoignages du titre de l'œuvre en français provient de François-Bernard Lépicié (1698-1755), alors secrétaire perpétuel et historiographe de l'Académie royale de peinture et de sculpture. Dans son ouvrage de 1752, Catalogue raisonné des tableaux du Roy..., il propose une courte biographie de chaque peintre puis une description rapide des œuvres appartenant à la collection royale : La Femme au miroir y apparaît sous le titre de Portrait du Titien & celui de sa maîtresse,.
De nos jours, sous l'autorité de l'institution du musée du Louvre, un consensus semble se dégager pour désigner l'œuvre selon le titre La Femme au miroir, titre centré sur sa figure principale et l'élément symbolique du miroir placé derrière elle. En outre, il correspond à celui utilisé en italien, La Donna allo specchio, qui semble généralisé dans cette langue,,. Néanmoins, ce titre n'est pas encore fixé dans l'espace francophone : des variantes existent, comme La Jeune Fille au miroir, ou La Femme aux miroirs, qui insistent sur la jeunesse du sujet ou sur le fait que l'œuvre présente un deuxième miroir. Enfin, d'autres observateurs centrent leur titre sur la scène de toilette et proposent Une femme à sa toilette, Portrait d'une femme à sa toilette,, Dame à sa toilette, ou Jeune femme arrangeant ses cheveux,.

### Commanditaire et propriétaires successifs

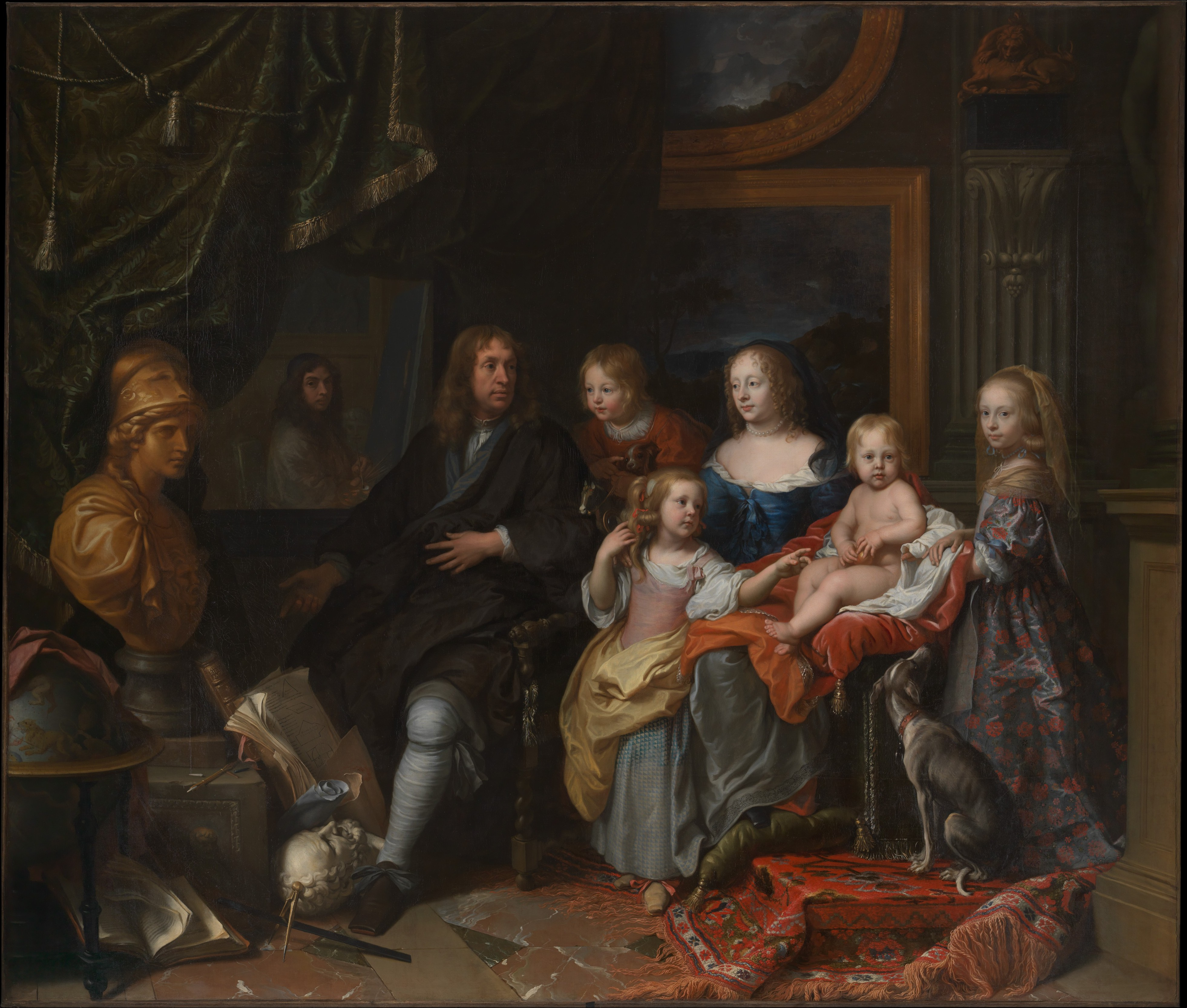
Jabach et sa famille à l'époque où celui-ci fait venir le tableau en France (Charles Le Brun, vers 1660, New York, The Metropolitan Museum of Art).

L'identité exacte du commanditaire de l'œuvre demeure sujette à interrogations. En 1919, l'historien de l'art français Louis Hourticq pense pouvoir avancer le nom du duc de Mantoue, Frédéric Gonzague, et situe en conséquence la création après 1523, soit à partir du moment où Titien travaille pour le duc. De plus, le chercheur justifie l'absence de tout écrit documentant cette commande par le fait que le duc aurait désiré rester discret, le tableau représentant sa maîtresse qui, de surcroît, est l'épouse d'un de ses parents. En outre, le peintre aurait reçu notamment un pourpoint en guise de récompense pour la création du tableau. Néanmoins, cette hypothèse est largement rejetée par les chercheurs contemporains : ils ont déterminé que le tableau est créé vers 1515, date où Titien ne travaille pas encore pour le duc,. Dès lors, l'identité d'un commanditaire demeure de nos jours encore inconnue.
L'œuvre est documentée comme appartenant d'abord à la galerie Gonzague, c'est-à-dire à la collection située dans le palais ducal de Mantoue et appartenant à la maison de Gonzague, famille régnante de Mantoue,. Puis, en 1627, Charles Ier de Mantoue (1580-1637) vend La Femme au miroir au roi Charles Ier d'Angleterre qui l'expose à Londres dans sa collection,. Après la décapitation de Charles (1649), lors de la première révolution anglaise (1642-1651), le gouvernement d'Oliver Cromwell procède à sa vente. L'œuvre est vendue le 23 octobre 1651 sous le no 269.
Transitant brièvement par la collection Murray,, toujours à Londres, l'œuvre est vendue à Everhard Jabach dont la collection établie à Paris est une des plus importantes du royaume de France. Néanmoins, en 1662, Jabach doit se résoudre à la céder au roi Louis XIV : faisant courir la légende qu'il l'a perdue au jeu contre le roi, le collectionneur est en fait criblé de dettes et n'a d'autre choix que de vendre. Une « copie de l'ordonnance sur M. de Bartillat de la somme de 330 000 livres pour paiement des tableaux, bustes et bronzes que led. Jabach avoit vendu à Sa Maté en date du 20 avril 1662 » trouvée dans les papiers de Everhard Jabach après son décès atteste de la transaction. Dans la même période, ayant regagné la couronne d'Angleterre, le roi Charles II tente de récupérer les œuvres de la collection de son père dispersée dans l'Europe entière : si certains pays comme la république des Pays-Bas acceptent, le royaume de France refuse de lui restituer les œuvres achetées, ce qui est donc le cas pour La Femme au miroir. L'œuvre appartient ainsi à la collection royale établie d'abord à Paris puis au château de Versailles. Le peintre Charles Le Brun, alors directeur de l'Académie royale de peinture et de sculpture, en effectue le recensement dans un catalogue dressé en 1683 : en plus de La Femme au miroir, le roi possède vingt-et-un tableaux de Titien, et l'œuvre côtoie vingt-deux tableaux de Véronèse, douze de Raphaël, huit de Léonard de Vinci, huit de Tintoret, sept de Jules Romain, six de Guerchin et trois de Caravage pour un total de deux cent soixante-neuf tableaux italiens. L'œuvre y demeure jusqu'à 1792, année où la collection royale n'existe plus en tant qu'institution. La Femme au miroir est finalement versée en 1793 dans les collections du muséum central des arts de la République établi au palais du Louvre où elle se trouve encore aujourd'hui sous le numéro d'inventaire INV 755.

### Conservation et restauration

Avec le temps, les doigts de la main gauche de la femme ont légèrement bleui (détail).

Le plus ancien témoignage de l'état de conservation de La Femme au miroir date de 1752, soit deux cent quarante ans après sa création par Titien. À cette époque, l'œuvre appartient aux collections royales du roi Louis XV. Dans son Catalogue raisonné des tableaux du Roy, le peintre François-Bernard Lépicié (1698-1755) atteste du mauvais état de l'œuvre qui « a beaucoup souffert, [et qui] est cependant encore d'un grand mérite ».
L'œuvre a fait l'objet de plusieurs restaurations. Parmi les plus récentes, celle réalisée en 1940 est conduite sous la direction de Jean-Gabriel Goulinat, alors directeur de l’atelier de restauration des peintures des musées nationaux au musée du Louvre. Selon lui, « les couleurs de Titien sont dans un remarquable état de conservation ». Il attribue cela à la technique extrêmement minutieuse du peintre. Une autre restauration a lieu en 1990 : l'œuvre retrouve des couleurs plus claires et éclatantes. En outre, ces restaurations ont été nécessaires pour rendre de sa visibilité originelle à l'homme plongé dans l'ombre.
De nos jours, La Femme au miroir a assez bien vieilli : le rendu des couleurs demeure de bon niveau car, notamment, la finesse du glacis est demeurée intacte ; il reste que, avec le temps, le gris de la sous-couche tend à devenir visible alors qu'il ne le devrait pas. Cette évolution de la sous-couche a ainsi, par endroits, légèrement modifié certaines couleurs, tels les ongles de la jeune femme qui apparaissent désormais légèrement bleutés.

## Contexte de création

### Contexte artistique et culturel

#### L'art à Venise

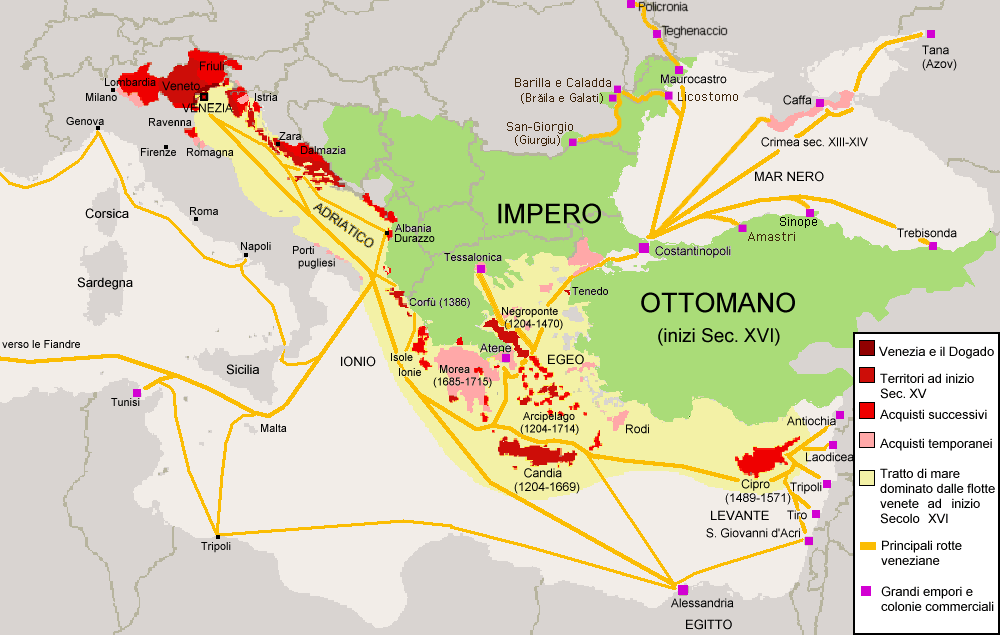
En graduations de rouge et en jaune, possessions et zones d'influence en Méditerranée orientale de la république de Venise au XVIe siècle.

Titien peint La Femme au miroir à Venise en pleine Renaissance italienne. Maîtrisant une part importante du commerce international, car largement ouverte sur la mer, Venise est alors l'un des États les plus riches d'Europe. Néanmoins, c'est un État parmi d'autres au sein d'une Italie morcelée : Venise entre ainsi en concurrence économique et artistique avec notamment les États pontificaux (qui comprennent Rome), la République florentine (avec Florence comme capitale) ou le duché de Milan (gouverné de fait par le royaume de France).
Artistiquement, l'œuvre est créée alors que l'école vénitienne de peinture, dont le rayonnement s'étale sur une période qui va du XIVe au XVIIIe siècle, est à son apogée. Outre Titien (1488 - 1576), les peintres les plus représentatifs en sont Giorgione (1477 - 1510), Le Tintoret (1518 - 1594) et Véronèse (1528 - 1588). La création artistique est extrêmement soutenue grâce à l'intervention simultanée de plusieurs protagonistes : une aristocratie riche et cultivée, des représentants de l'État soucieux du rayonnement de la République, et un clergé soucieux de celui de l'Église.
L'ensemble de ces facteurs — concurrence avec les autres États italiens, notamment avec Florence, situation de carrefour entre Orient et Occident et rencontre entre démonstration de richesse et volonté d'agrément — conduit ainsi à une production artistique singulière et en particulier la peinture qui est, selon les historiens de l'art, « la plus originale et la plus significative des contributions vénitiennes à la Renaissance ».

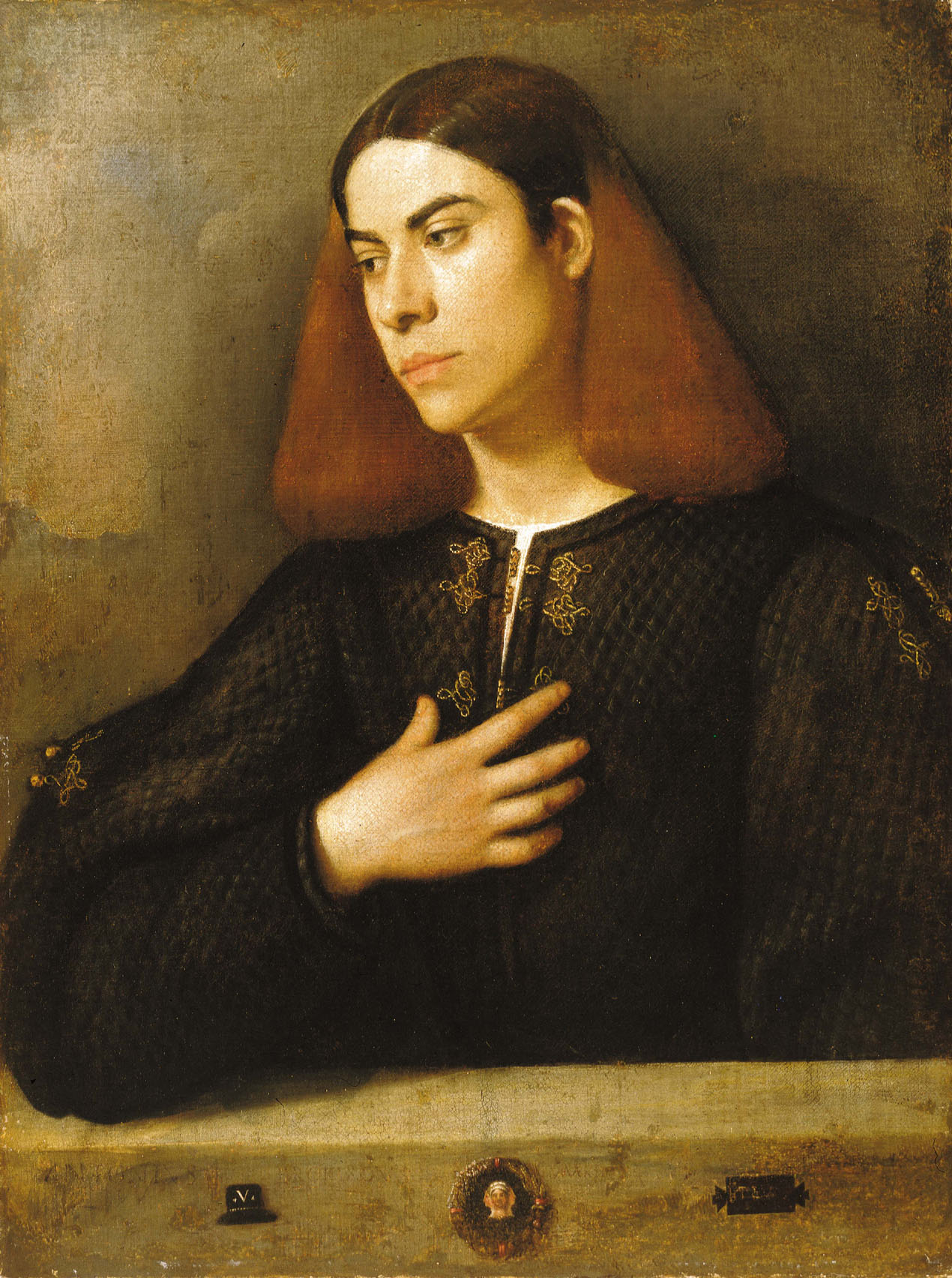
La peinture de Giorgione a fait évoluer l'art du portrait à Venise (Portrait de jeune homme, vers 1510, musée des beaux-arts de Budapest).

La production picturale vénitienne en ce début de XVIe siècle est marquée par les innovations thématiques et techniques du peintre Giorgione. Ainsi, du point de vue thématique, celui-ci influence l'art du portrait à Venise car il introduit la pose en gros plan du modèle vu en buste, ce dont s'inspire Titien. À cela, il convient d'ajouter que la peinture vénitienne doit à leur maître Giovanni Bellini l'apport du portrait vu de trois quarts, pose alors jugée plus vivante. Par ailleurs, les historiens de l'art décrivent volontiers l'apport de Giorgione comme une « révolution technique » dont la principale est d'utiliser une peinture plus opaque, ce qui lui permet de la retravailler sur la toile alors qu'elle est encore fraîche ou déjà sèche. Les peintres vénitiens adoptent ces innovations et notamment Titien qui, plus jeune que Giorgione d'une dizaine d'années, et après en avoir été le condisciple chez Giovanni Bellini, en devient l'élève. Bien plus, après la mort de Giorgione en 1510, Titien devient le principal représentant de la peinture moderne à Venise.
Ces innovations techniques proposées par Giorgione conduisent à l'émergence du « classicisme chromatique » à Venise selon lequel le volume se construit par la tonalité et pour lequel La Femme au miroir constitue un jalon significatif : cette avancée sur la nuance tonale permet de donner au spectateur l'illusion de la réalité et conduit ainsi à une nouvelle manière de représenter le monde. Finalement, cette évolution est à l'origine d'un conflit artistique entre l'art vénitien, où la couleur et la tonalité priment, et l'art de Florence, où la primauté est donnée au trait et au dessin.

#### L'influence de l'art flamand

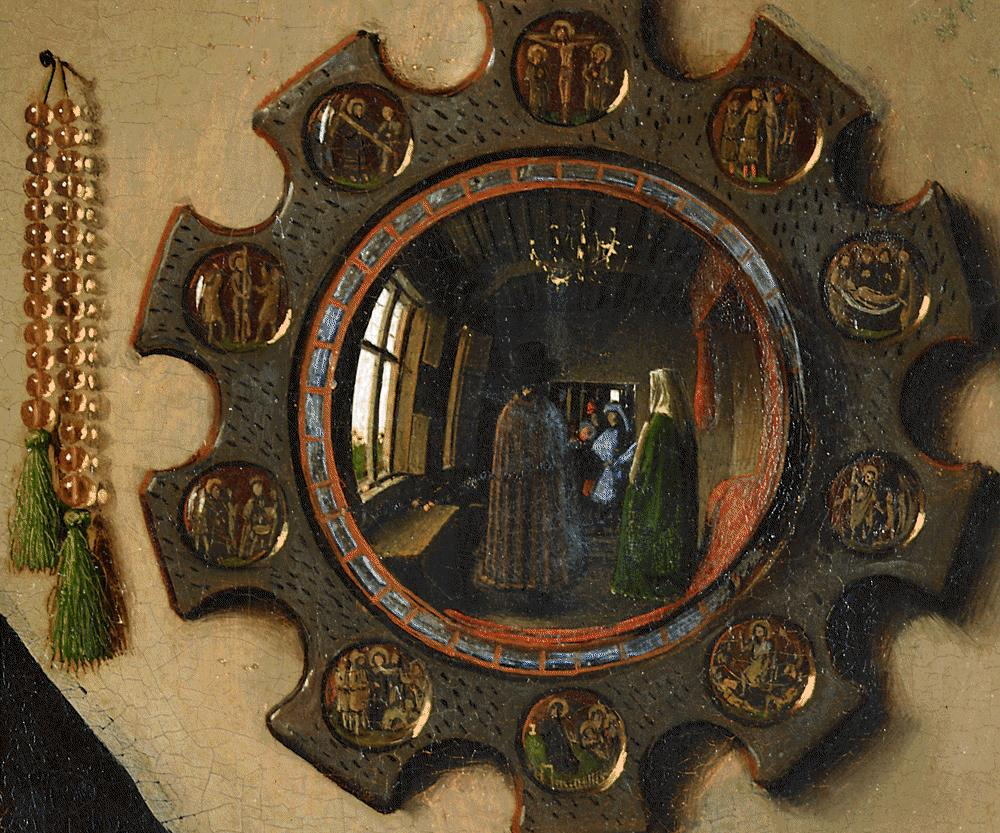
Avec son tableau Les Époux Arnolfini (1434, Londres, National Gallery), Jan van Eyck est à l'origine de l'usage du motif du miroir chez les peintres néerlandais puis italiens (détail).

Les historiens de l'art insistent sur l'importance du miroir convexe dans La Femme au miroir et sur l'origine néerlandaise de ce motif. En effet, le peintre primitif Jan van Eyck est le premier à l'utiliser dans son tableau Les Époux Arnolfini (1434), puis son usage se développe chez les peintres flamands : la surface du miroir qui autorise une vision très large grâce à sa convexité constitue ainsi une ouverture totale sur ce qui est hors du cadre du tableau. Dans son œuvre, Van Eyck représente dès lors non seulement le dos des sujets mais également le peintre, auquel le spectateur se trouve donc identifié. Cet artifice qui permet de voir ce qui est en dehors du cadre de la composition constitue ce que les observateurs nomment « miroir flamand ». Des Pays-Bas, ce motif se diffuse ensuite dans les productions italiennes et notamment chez les peintres vénitiens : les chercheurs soulignent combien le thème du reflet est apprécié dans cette ville située sur l'eau et qui a toujours été un centre de production verrier. Par ailleurs, ils mettent volontiers en parallèle l'assimilation simultanée par les Italiens de ce motif et de la technique de la peinture à l'huile qui donne un éclat particulier aux œuvres et dont les peintres néerlandais sont également à l'origine.

Dans son De pictura (De la peinture) daté d'env. 1435, Leon Battista Alberti décrit la surface du tableau comme une fenêtre ouverte sur le monde, fenêtre dont les limites sont précisément les bords du tableau.

Néanmoins, ce motif n'est pas repris tel quel par les artistes italiens mais il fait l'objet d'une appropriation et La Femme au miroir est tout à fait représentative de cette démarche : d'abord, et contrairement aux productions néerlandaises, le reflet y est particulièrement sombre et ne laisse donc deviner que peu de détails du décor qu'il représente. Son intérêt serait alors d'offrir un contraste important avec la clarté de la peau de la jeune femme. Ensuite, par son traitement optique, le reflet offre une vision resserrée uniquement sur les éléments appartenant à la scène et ignore ainsi la représentation d'un élément qui en est étranger, tel le peintre que l'on retrouve chez les artistes flamands. En effet, Titien, comme l'ensemble des peintres italiens, adopte la vision de Leon Battista Alberti exposée vers 1435 dans son traité De pictura (De la peinture) où le tableau est considéré comme une fenêtre ouverte sur la scène à représenter et dont le cadre constitue une limite infranchissable au-delà de laquelle il n'est rien à représenter. Il s'agit de ce que les observateurs nomment « fenêtre italienne ». Or La Femme au miroir marque une contradiction irrésolue entre le miroir flamand et la fenêtre italienne : Titien exprime la volonté de montrer ce qui est hors-champ mais ne parvient pas à aller jusqu'au bout de cette expérience. Cette contradiction ne sera résolue qu'un peu plus tard dans une réplique du tableau, celle du château de Prague : ici, le miroir n'est plus convexe mais plat et s'intègre alors plus strictement dans les limites de la fenêtre italienne. Enfin, La Femme au miroir marque l'appropriation par Titien du double reflet qui n'existe pas chez les peintres flamands et que Giorgione a introduit dans un tableau représentant un Saint Georges aujourd'hui perdu : dans celui-ci, le peintre représente pas moins de trois sources de reflets constituées d'un plan d'eau, d'un miroir et de la surface polie d'une armure.

### Place dans l'œuvre de Titien
À l'époque où il crée La Femme au miroir, Titien a environ vingt-cinq ans. Il n'a quitté l'atelier de Giovanni Bellini que depuis quelques années et les œuvres les plus anciennes qu'il soit possible de lui attribuer avec certitude ne datent que de 1509, avec notamment les fresques du mur extérieur d'un établissement de négoce allemand, le Fontego dei Tedeschi. Par ailleurs, son ami et mentor Giorgione est mort en 1510 et la fusion de styles entre les deux artistes est telle que les chercheurs voient le travail de l'un dans la production de l'autre, comme pour la Vénus endormie (1511), attribué à Giorgione et achevé par Titien, ou le Portrait d'homme dit l'Arioste (1510), attribué à Titien avec une importante contribution de Giorgione. Bien plus, l'attribution exacte de certaines œuvres à l'un ou à l'autre est encore discutée au sein de la communauté scientifique comme c'est le cas pour Le Concert champêtre (vers 1511),. La Femme au miroir est donc une œuvre de jeunesse dans laquelle l'influence de Giorgione est encore perceptible : l'emploi du parapet en est un exemple.
Néanmoins, La Femme au miroir demeure une œuvre charnière puisqu'elle marque la fin de l'installation chez le peintre du classicisme chromatique hérité de Giorgione et qu'elle initie la mise en place de choix artistiques et de thématiques que confirmera par la suite la création d'une série consacrée aux modèles féminins.
En effet, certains choix artistiques dans La Femme au miroir lui permettent d'affirmer sa personnalité : usage de couleurs plus vives que son devancier ; « jeu subtil des effets de clair-obscur » ; rendu, enfin, « d'une beauté majestueuse et sereine » chez son modèle.
Par ailleurs, La Femme au miroir est pour Titien l'occasion d'expérimenter deux grands centres d'intérêts qui vont perdurer dans la suite de son œuvre : le miroir et le portrait féminin. D'abord, La Femme au miroir montre combien le peintre apprécie le thème du miroir qu'il utilise par la suite à de multiples reprises jusque tard dans son œuvre comme dans La Vénus au miroir qui date de 1555.
Ensuite, le tableau initie une série de portraits féminins réalisés entre 1510 et 1520 : Titien montre là un intérêt marqué pour ce type de sujets et rompt avec l'usage vénitien de l'époque d'éviter de représenter la femme en portrait, cette dernière étant accusée de détourner l'homme de toute ambition sociale.
Or avec cette œuvre, Titien affiche clairement une volonté d'idéaliser autant que d'individuer son modèle. Du côté de l'idéalisation, il participe à la recherche de l'incarnation artistique d'une beauté idéalisée dans la Venise du XVIe siècle. La représentation de cette femme dans La Femme au miroir s'inscrit dans une codification de la beauté féminine déjà installée, au premier rang de laquelle se trouve la blondeur des cheveux. Cette blondeur est alors si importante qu'elle réclame aux femmes brunes de se les décolorer suivant des procédures longues et coûteuses (en italien : arte biodeggiante). Bien plus, avec sa série de portraits féminins à laquelle La Femme au miroir appartient, Titien contribue à fixer ces canons : formes du corps (épaules, seins, hanches), carnation, vêtements et attitude. Du côté de l'individuation, par ce tableau, Titien se détache d'une représentation pure de la beauté et montre également une véritable volonté de faire émerger la réalité psychologique de ses modèles. Souvent décrit comme passionné par les femmes, Titien est ainsi parmi les premiers artistes à concevoir les femmes dans la globalité de leur personne : objet de désir, certes, mais aussi individu responsable et pensant.
- Salomé portant la tête de Jean le Baptiste
(Vers 1515, Rome, galerie Doria-Pamphilj).
- Flore
(Vers 1515, Florence, galerie des Offices).
- Violante
(1515-1518, Vienne, musée d'histoire de l'art de Vienne).
- Vénus Anadyomène
(1520, Edimbourg, galerie nationale d'Écosse).

## Analyse

### Données techniques

#### Couleurs

Variations de couleurs et de lumière sur la carnation de la femme (détail).

Titien joue sur un contraste tonal important entre les couleurs claires et vives portées sur la jeune femme d'une part et, d'autre part, celles, sombres, portées sur l'homme, le miroir et l'arrière-plan : il en résulte que la jeune femme se détache particulièrement du reste de la scène,.
D'emblée, le travail sur le rendu de l'obscurité est important : autant les couleurs sont vives sur la femme, autant les couleurs de l'arrière-plan paraissent saturées de noir, notamment sur le miroir, à un point tel qu'il est possible de parler de monochromie. Néanmoins, si cet arrière-plan présente des couleurs tirant vers le noir, les chercheurs s'accordent sur la grande variété chromatique de ces teintes. Ainsi, Morwena Joly, chef du département des archives et nouvelles technologies de l'information au C2RMF, insiste : « Il y a beaucoup à découvrir dans l'obscurité de la Femme à sa toilette ».
À l'opposé, la jeune femme porte les lumières qui paraissent les plus vives : bleu, vert et blanc du vêtement, doré de la chevelure blonde et rose de la carnation. Or une partie de cette clarté résulte de l'effet Purkinje : les couleurs tirant vers le bleu sont le mieux perçues par l'œil lorsque la luminosité environnante diminue. C'est ainsi que le bleu de l'écharpe devient plus lumineux qu'il ne l'est réellement. Par ailleurs, la luminance des rouges composant notamment la carnation de la peau est également importante, pratiquement de même niveau que pour les bleus.

Illustration de l'effet Purkinje sur le bleu de l'écharpe de la femme : le bleu entouré du noir paraît plus lumineux.

Chacune de ces couleurs n'est pas uniforme mais composée selon une savante gradation qui émerveille les contemporains du peintre. De manière générale, ceux-ci s'interrogent sur les procédés qu'il utilise dans l'ensemble de ses peintures : ainsi certains imaginent volontiers que pour obtenir de si belles carnations chez ses modèles, Titien incorpore ni plus ni moins que du sang ou du sperme à ses pigments. De fait, en 1752, François-Bernard Lépicié dans son catalogue s'exclame : « Quelle belle couleur ! Quelle vérité ! C'est de la chair et l'on conçoit aisément l'illusion qu'il pouvait faire en sortant des mains de ce grand Maître ». De la même manière, en 1877, l'historien de l'art Jean Baptiste Cavalcaselle s'ébahit de pouvoir observer « avec une surprenante rapidité [les] plus délicates gradations argentées de la chair et des étoffes en pleine lumière ». Dès lors, l'historien de l'art italien Allessandro Ballarin parle d'« immatérialité des couleurs » dans l'œuvre et il remarque combien les variations de couleurs sont « saisies par l'œil quand on [les] regarde à bonne distance, [et] s'effacent quand on veut les regarder de trop près. ». En ce sens, l'œuvre est représentative, de manière générale, de la primauté donnée à la couleur sur le trait à Venise et, en particulier, révèle les talents de coloriste du peintre. Pour soutenir la tonalité de ces couleurs, le peintre a pris un soin particulier lors de la réalisation des sous-couches : du gris pour les ombres propres ou portées sur la peau, de l'ocre sous le blanc de la chemise et du bleu pâle sous le vert de la robe. La maîtrise technique de Titien est frappante : par le jeu de combinaisons de teintes d'abord, certaines couleurs semblent apparaître là où elles ne sont pourtant pas utilisées. C'est le cas du vert dans la chevelure dorée du modèle comme l'indiquent les analyses optiques en laboratoire. Cette maîtrise technique apparaît également par le jeu subtil d'affleurements et d'épaisseurs entre les différents éléments constitutifs de la peinture (gesso, sous-couche, couche picturale proprement dite et glacis) : ainsi, tandis qu'un glacis rouge-rosé rehausse les lèvres du modèle, à quelques millimètres de là, près de la lèvre supérieure, le gesso lui-même (la couche la plus profonde d'une peinture) affleure.

#### Composition

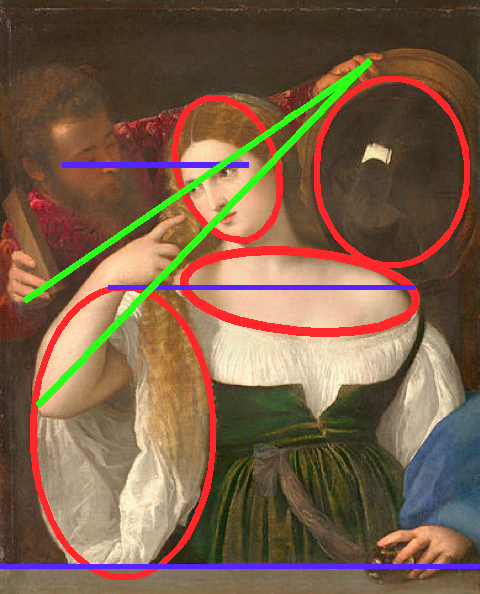
Composition de l'œuvre : lignes et formes. En rouge, ovales et courbes. En bleu, lignes horizontales. En vert, lignes obliques.

La composition du tableau est qualifiée de classique par les observateurs. Par l'usage des éléments de composition, le tableau apparaît fermé et circulaire, ce qui le fait entrer dans le cadre de la vision albertienne de la fenêtre italienne en usage à l'époque de Titien. Elle s'organise autour de trois grands éléments constitutifs du tableau : les deux personnages et le miroir ovale. Ces éléments remplissent la totalité de l'espace du tableau : le cadrage est serré sur eux et, hormis le petit miroir vu sur sa tranche, rien d'autre n'est présent.
Du point de vue des formes, Titien propose une composition où la courbe domine : ovale du miroir, du visage et de la manche droite de la femme ; courbure de son épaule et du col de sa chemise. De fait, par cet effet de redondance, l'impression est donnée à l'œil que ces formes se répondent.
Les lignes constitutives de la composition sont principalement construites par les mains et les regards. Trois lignes horizontales s'imposent : celle formée par le parapet en bas du tableau, celle de la ligne des épaules de la jeune femme et celle qui relie les yeux des personnages. Par ailleurs, des lignes obliques dynamisent cette structure : celle qui suit le bras de la jeune femme pour croiser au sommet du miroir celle constituée du regard de la femme, soulignée par les mains de l'homme et de la femme. Enfin, un mouvement en spirale achève d'animer la structuration de l'œuvre : il est créé par la rotation du corps de la jeune femme (hanches vers la droite, poitrine de face et tête vers la gauche), continué par son regard encore plus vers la gauche puis par le regard de l'homme sur elle ; le tour est finalement achevé par le reflet du miroir ovale qui reflète la nuque de la femme.

#### Repentirs et agrandissement

Les zones grisées correspondent aux quatre bandes ajoutées après la création de l'œuvre.

L'analyse par imagerie scientifique moderne fait apparaître plusieurs repentirs du peintre en cours d'exécution. Une analyse par réflectographie infrarouge conduite par le Centre de recherche et de restauration des musées de France (C2RMF), le laboratoire du musée du Louvre, montre que le corsage que porte la jeune femme a été légèrement refermé ; de même, Titien a rendu plus visible la robe, à l'origine plus largement cachée par l'écharpe.
Par ailleurs, pendant ou rapidement après sa création, le tableau fait l'objet d'un agrandissement correspondant à quatre bandes sur ses bords, soient deux bandes d'environ 4,5 centimètres chacune sur la hauteur et deux bandes d'environ 5 centimètres chacune sur la largeur. Cet agrandissement est connu au moins dès le XVIIIe siècle, François-Bernard Lépicié notant en 1752 dans son Catalogue raisonné des tableaux du Roy : « Agrandi sur la hauteur d'un pied et sur la largeur, d'un pied 6 lignes ». Cette action sur la toile est confirmée par le même C2RMF qui, dans les années 2010, conduit une analyse par l'imagerie à fluorescence sous ultraviolets. Il apparaît que divers éléments de la composition ont dû être complétés par le peintre, notamment l'écharpe bleue de la jeune femme qui, non seulement est complétée mais est retouchée dans son ensemble,.

### Portrait, scène de genre ou allégorie?
L'ensemble de la communauté scientifique l'accorde : personne ne connaît avec certitude la finalité de La Femme au miroir. Trois hypothèses sont soulevées : le tableau pourrait être un portrait, voire un double portrait, en ce que son but serait de représenter un personnage dans sa physionomie, sa psychologie ou sa moralité ; il pourrait également être une scène de genre destinée à représenter une scène de la vie quotidienne, ici une scène de toilette à visée érotique ; il pourrait enfin être une allégorie, c'est-à-dire être une représentation d'une idée par l'intermédiaire d'un personnage, en l'occurrence dans le tableau, celle de la vanité de la vie. Or aucun document ou témoignage contemporain à la création de l'œuvre ne vient étayer l'une ou l'autre des hypothèses. Et l'on ne peut pas exclure non plus que les trois hypothèses cohabitent dans l'œuvre.

#### Portrait ou scène de genre, un point commun: mettre en valeur le modèle
Titien met en place toute une série de procédés pour mettre en valeur son modèle féminin. Il agit d'abord au travers de la composition : vue en buste et occupant la majeure partie de l'espace, la femme bénéficie d'un cadrage resserré. Ensuite, le peintre choisit de faire ressortir son personnage du tableau par un contraste de couleurs et de luminosité : la femme porte des couleurs vives (bleu, vert, rose) rehaussées par l'éclat du blanc de son vêtement et soutenues par la lumière qui lui vient de face. À son propos, les observateurs évoquent ainsi volontiers « sa peau dorée », son « éclat charnel » et la « lumière [qui rebondit en] minuscules points de chaleur ». Par opposition, le reste du tableau est porteur de couleurs fondues dans l'obscurité : c'est le cas de la surface du miroir qui est extrêmement sombre ainsi que l'homme qui disparaît dans l'ombre. Usant d'un autre stratagème, Titien la représente de trois quarts face : cette pose initiée par Giorgione est plus dynamique et expressive que les traditionnelles poses de face ou de profil des siècles précédents. Cette mise en valeur provient du jeu de regards qui rend plus intime encore cette scène de toilette : regard de l'homme sur elle, regard de la femme sur elle-même par le jeu des miroirs et regard du spectateur mis en situation par ce même jeu de miroirs,.

#### L'hypothèse du portrait
La Femme au miroir pourrait n'être qu'un portrait : le tableau est ainsi considéré comme l'un des premiers d'une série de portraits consacrés aux femmes,. Il s'agit là d'une hypothèse validée par la tradition qui nomme le tableau Portrait du Titien & celui de sa maîtresse à l'exemple de François-Bernard Lépicié en 1752. Dans ce cas, connaître l'identité des personnes ayant servi de modèles pourrait présenter un intérêt, notamment parce que des éléments de composition deviendraient signifiants, comme le fait que l'homme se tient dans l'ombre de la femme.
À ce jour, plusieurs éléments ressortent des observations des chercheurs concernant la figure féminine : d'abord, son caractère si réaliste et expressif leur fait conclure qu'elle a été réalisée d'après un modèle. Ensuite, ce modèle est le même que celui utilisé dans d'autres œuvres du peintre de cette période des années 1515 comme dans Flore et Allégorie de la vanité qu'accentuent une coiffure et une pose quasi identiques. Le peintre est en effet décrit comme littéralement habité par certains visages tel celui de La Femme au miroir qui réapparaît d'un tableau à l'autre. Enfin, son statut social demeure indéterminé : la femme pourrait bien être socialement installée, comme les hypothèses Dianti ou Boschetti le montrent ; ou bien elle pourrait être de mœurs plus légères, comme le serait une courtisane. Or une telle indétermination existe dans la société vénitienne de l'époque de Titien, ce dont les autorités d'alors s'émeuvent.

Un modèle identique au sein d'une série de portraits de femmes.
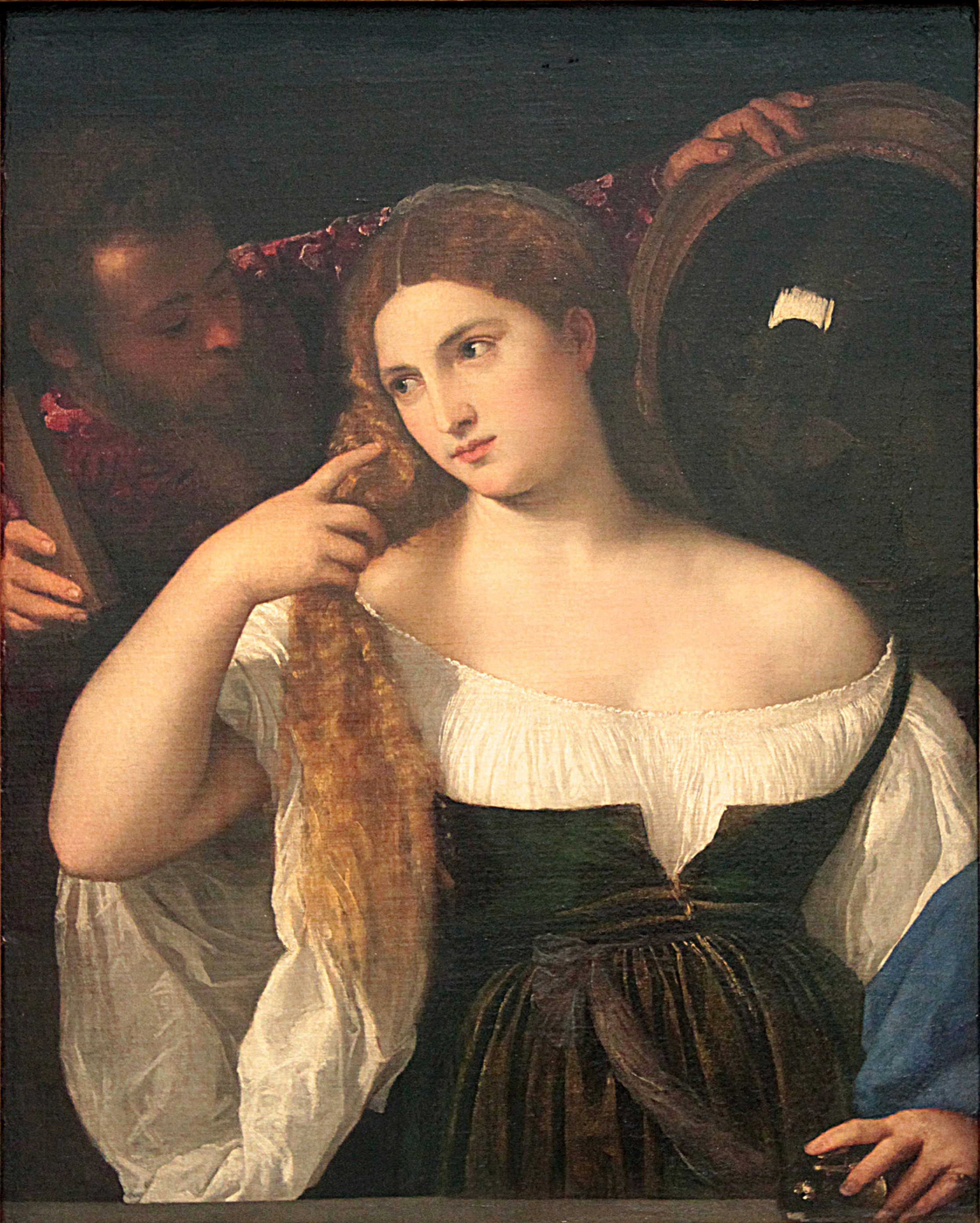
La Femme au miroir, vers 1514-1515 (Paris, musée du Louvre).

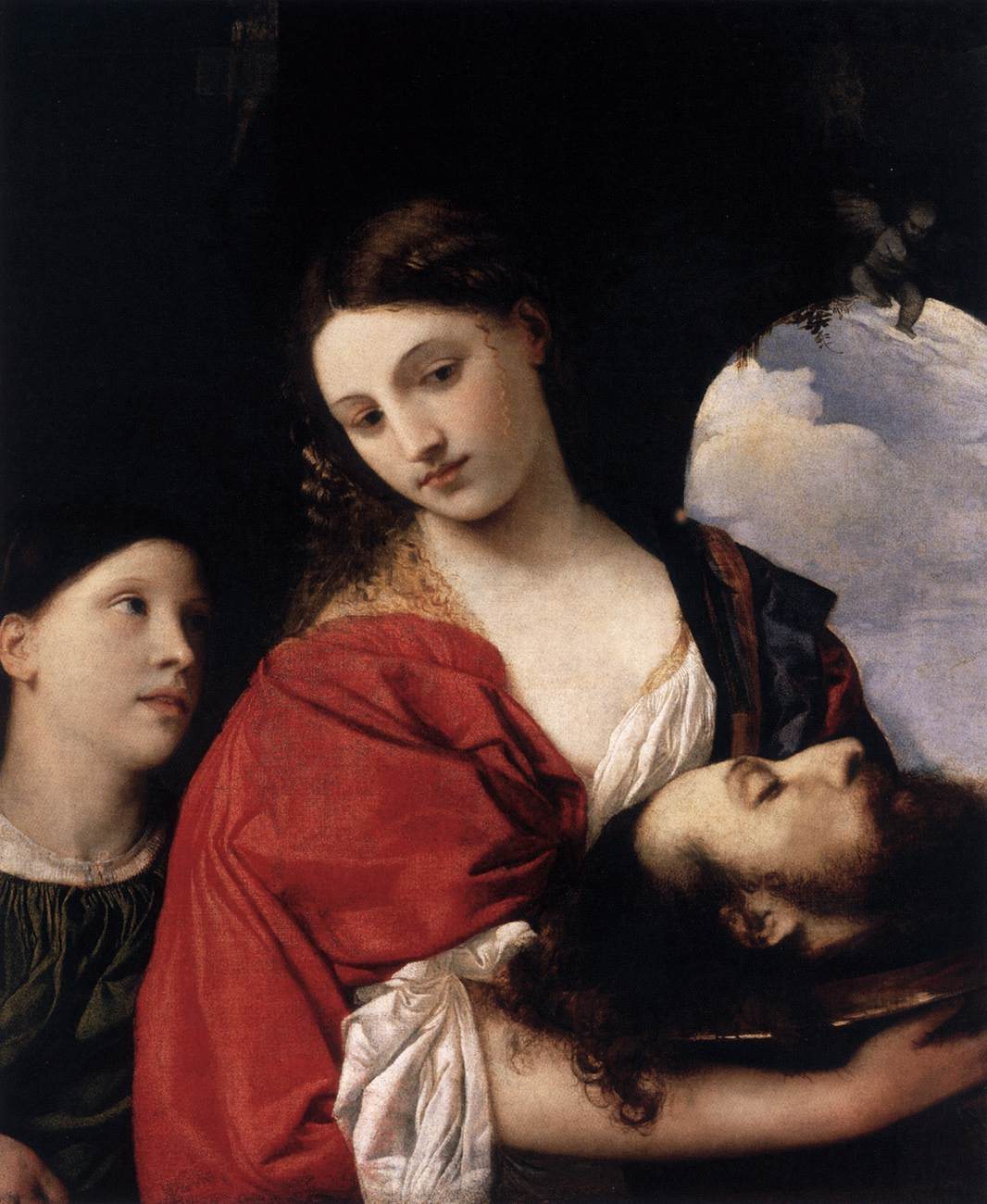
Salomé portant la tête de Jean le Baptiste (Vers 1515, Rome, galerie Doria-Pamphilj).
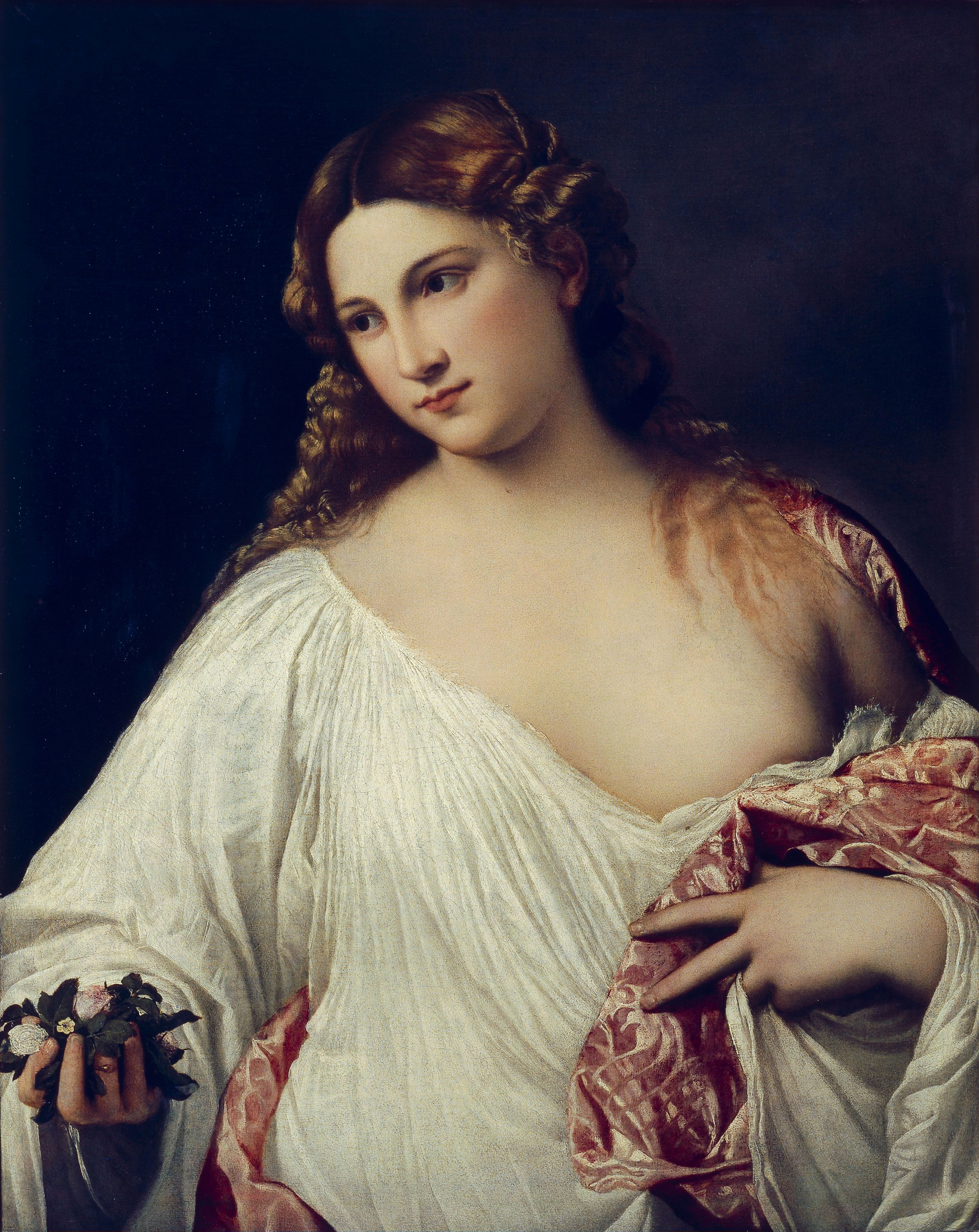
Flore (Vers 1515, Florence, galerie des Offices).
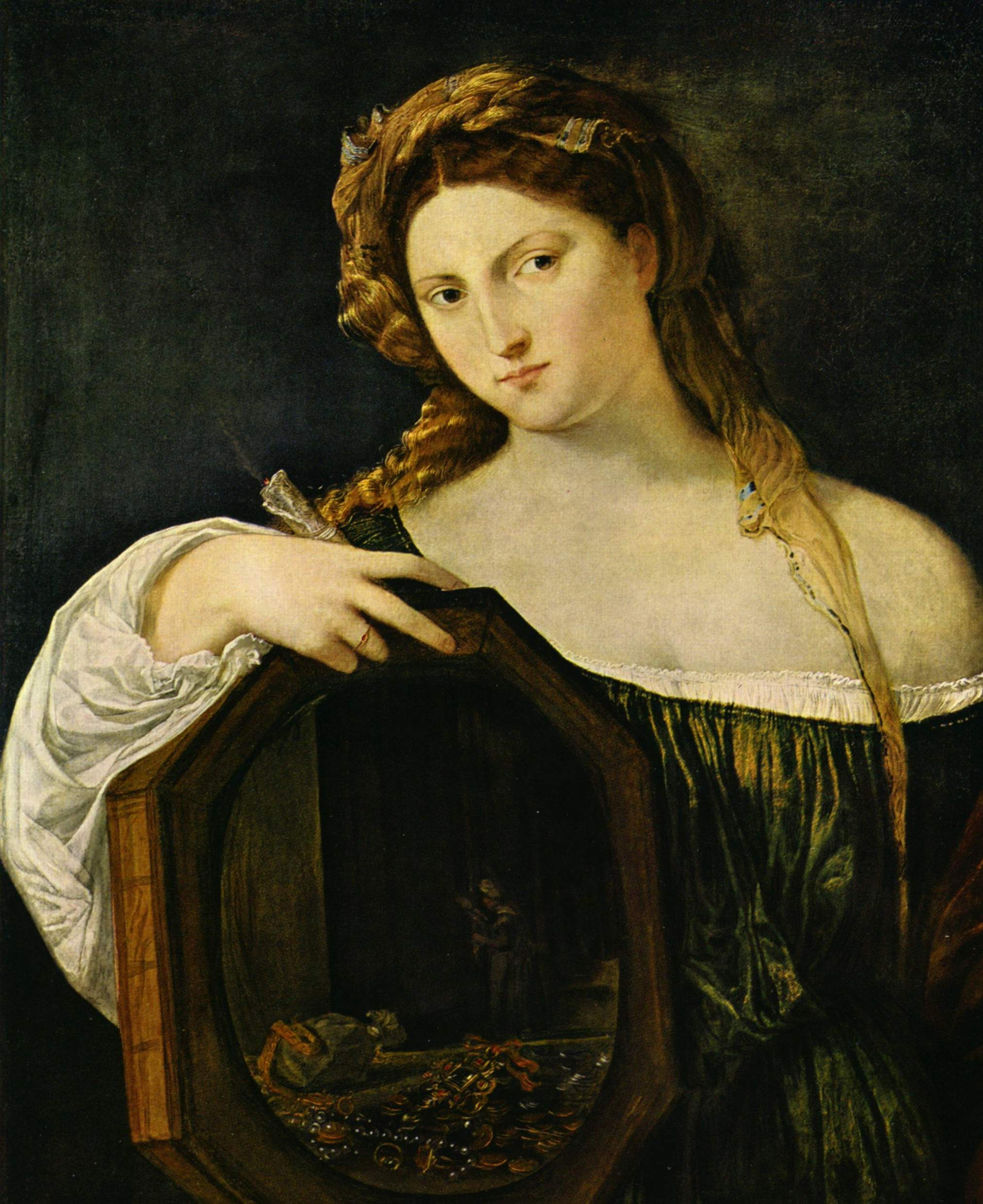
Allégorie de la vanité (vers 1515-1516 (Munich, Alte Pinakothek).
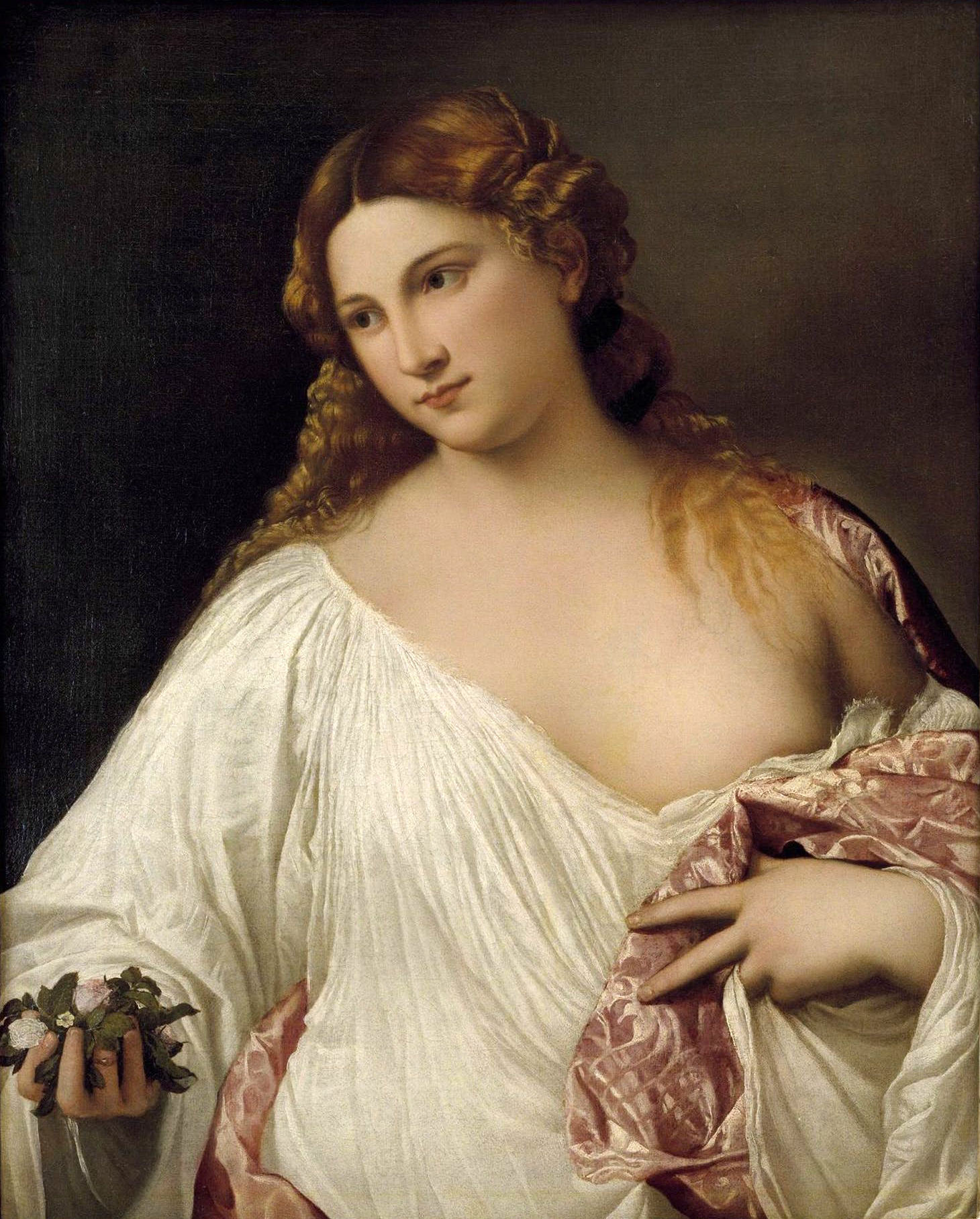
Flore (Vers 1515, Florence, galerie des Offices).
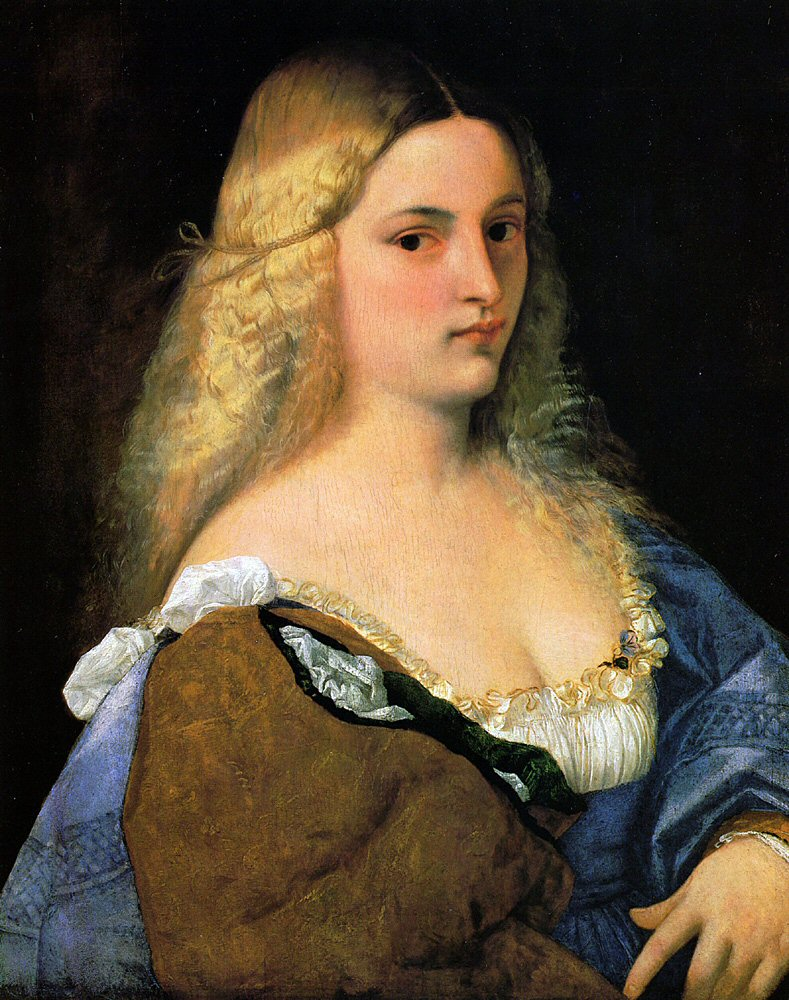
Violante (1515-1518, Vienne, musée d'histoire de l'art de Vienne).
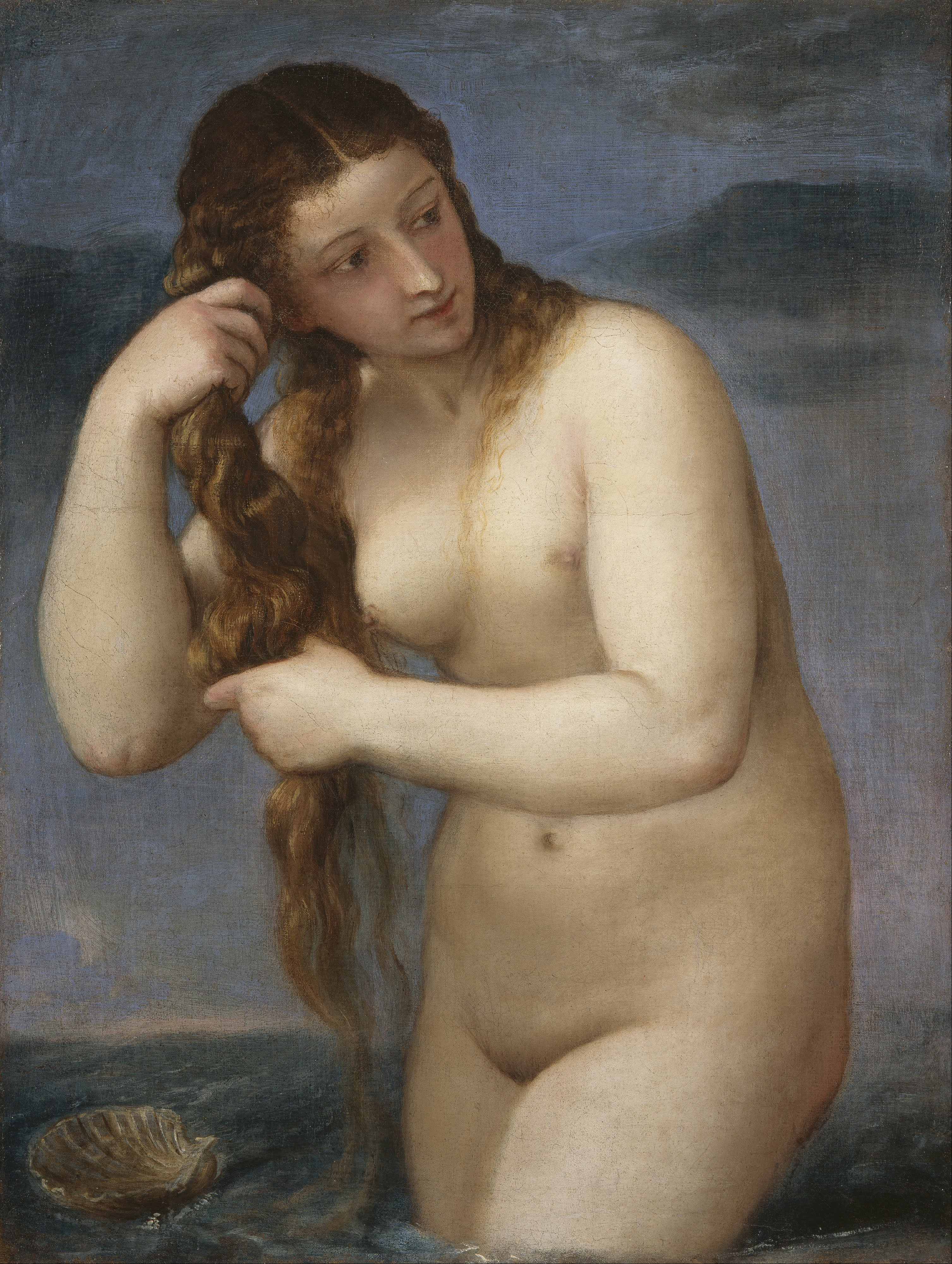
Vénus Anadyomène (1520, Edimbourg, galerie nationale d'Écosse).

- Allégorie de la vanité (vers 1515-1516 (Munich, Alte Pinakothek).

L'hypothèse traditionnelle concernant l'identité des personnages portés sur le tableau est qu'il s'agit d'un autoportrait de Titien accompagné d'une de ses maîtresses. Ainsi, dans son catalogue de 1752, François-Bernard Lépicié nomme l'œuvre Portrait du Titien & celui de sa maîtresse. Cette même hypothèse perdure au début du XIXe siècle chez les romantiques comme le peintre anglais Turner qui, en 1802, visite le musée du Louvre, copie le tableau et note « Titien et sa maîtresse » à son propos. Cette hypothèse s'appuie sur le fait que Titien a déjà intégré des autoportraits dans ses œuvres. Ainsi, selon l'historien de l'art français Louis Hourticq, le peintre aurait représenté la tête coupée de Jean Baptiste sous ses traits dans le tableau Salomé portant la tête de Jean le Baptiste daté de la même période que La Femme au miroir,. Néanmoins, les chercheurs contemporains rejettent cette hypothèse : le visage de l'homme et celui de Titien dans ses autoportraits ne se ressemblent pas du tout.

Comparaison entre le visage de l'homme et des autoportraits du peintre.
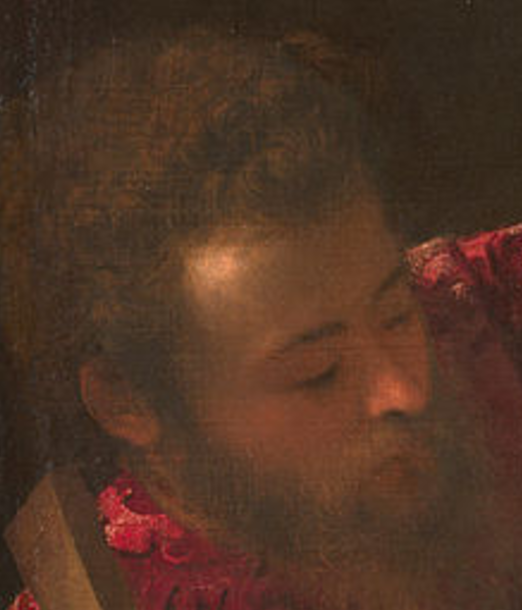
Visage de l'homme dans La Femme au miroir (détail).
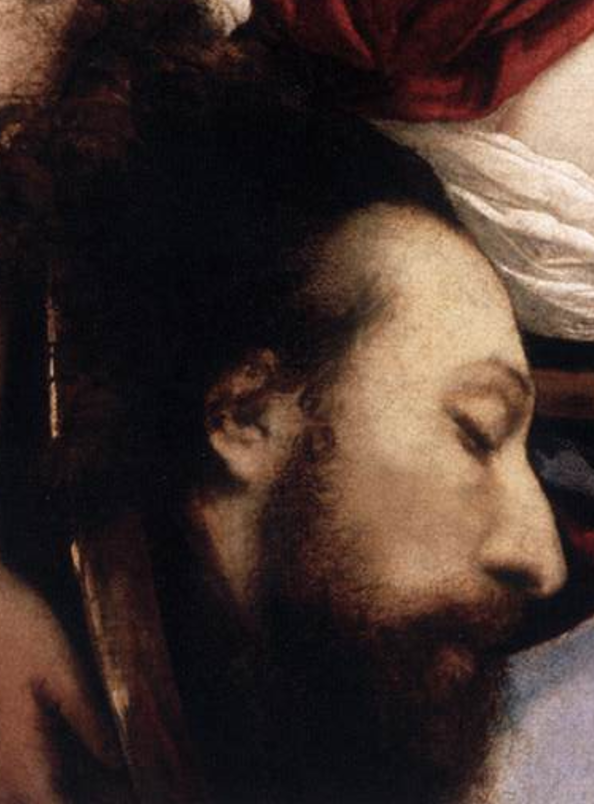
Autoportrait de Titien dans Salomé portant la tête de Jean le Baptiste (vers 1515) (détail ayant subi une rotation dans le sens horaire).
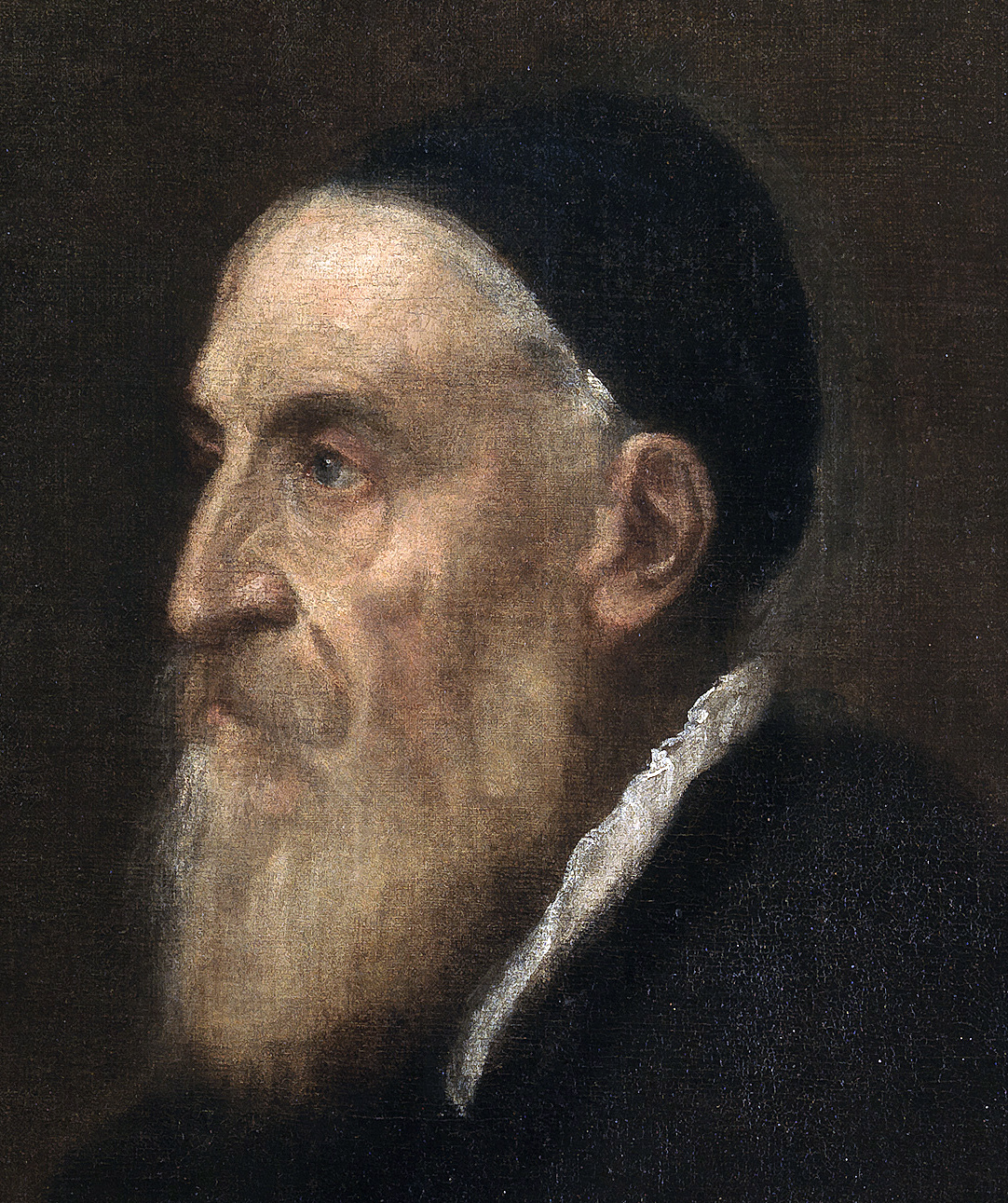
Autoportrait (vers 1562, Madrid, musée du Prado) (détail).

Selon une autre hypothèse ancienne, l'homme serait Alphonse Ier d'Este et sa maîtresse Laura Dianti. Il semble que l'identification du modèle féminin à cette dernière provienne d'une confusion née des recherches de Giorgio Vasari dans son recueil biographique Les Vies des meilleurs peintres, sculpteurs et architectes paru en 1568 et dans lequel il évoque la commande par Alphonse d'Este d'un portrait de sa maîtresse,. Or, jusqu'à la fin du XIXe siècle, de nombreux observateurs considèrent que ce portrait est précisément La Femme au miroir, en trouvant une certaine ressemblance entre ce personnage et les représentations du duc. Dès l'époque où elle se trouve dans les collections de la famille de Mantoue, l'œuvre est ainsi souvent nommée Alfonso I de Ferrara et Laura Dianti. En 2000 encore, une institution comme la Tate Britain, sous la plume de l'historienne de l'art Frances Fowle, décrit volontiers le tableau sous le titre de « Alphonse Ferrare et Laura de Dianti de Titien ». Néanmoins, Erwin Panofsky, entrainant avec lui les chercheurs contemporains, rejette cette hypothèse car, selon lui, l'homme du tableau et Alfonso d'Este (pourvu notamment d'un nez crochu) ne se ressemblent pas et surtout, Titien ne fréquente la cour de Ferrare qu'après 1516, soit après la réalisation du tableau. Quant à la femme, ces mêmes observateurs arguent du fait que Laura Dianti, épousée par le duc après la mort de sa première femme en 1519, n'aurait jamais voulu être représentée dans des vêtements venant en contradiction avec sa nouvelle condition de duchesse. Enfin, la présence dans la collection de la famille de Mantoue d'un tableau d'un autre commanditaire, qui y serait de surcroît représenté, achève de rendre improbable l'hypothèse Laura Dianti et Alphonse Ier d'Este.

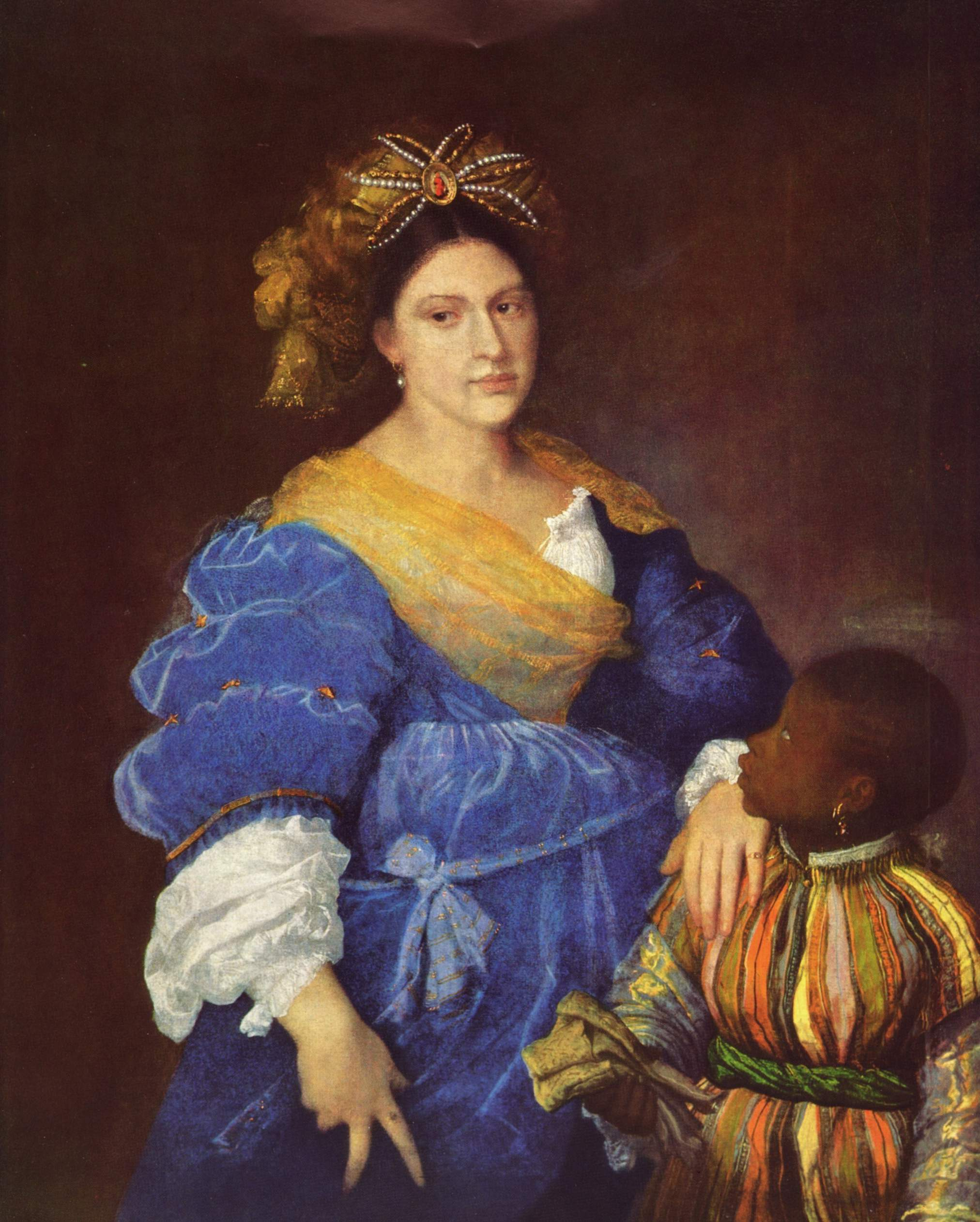
Portrait de Laura Dianti par Titien vers 1523 (Kreuzlingen, Kisters Collection).
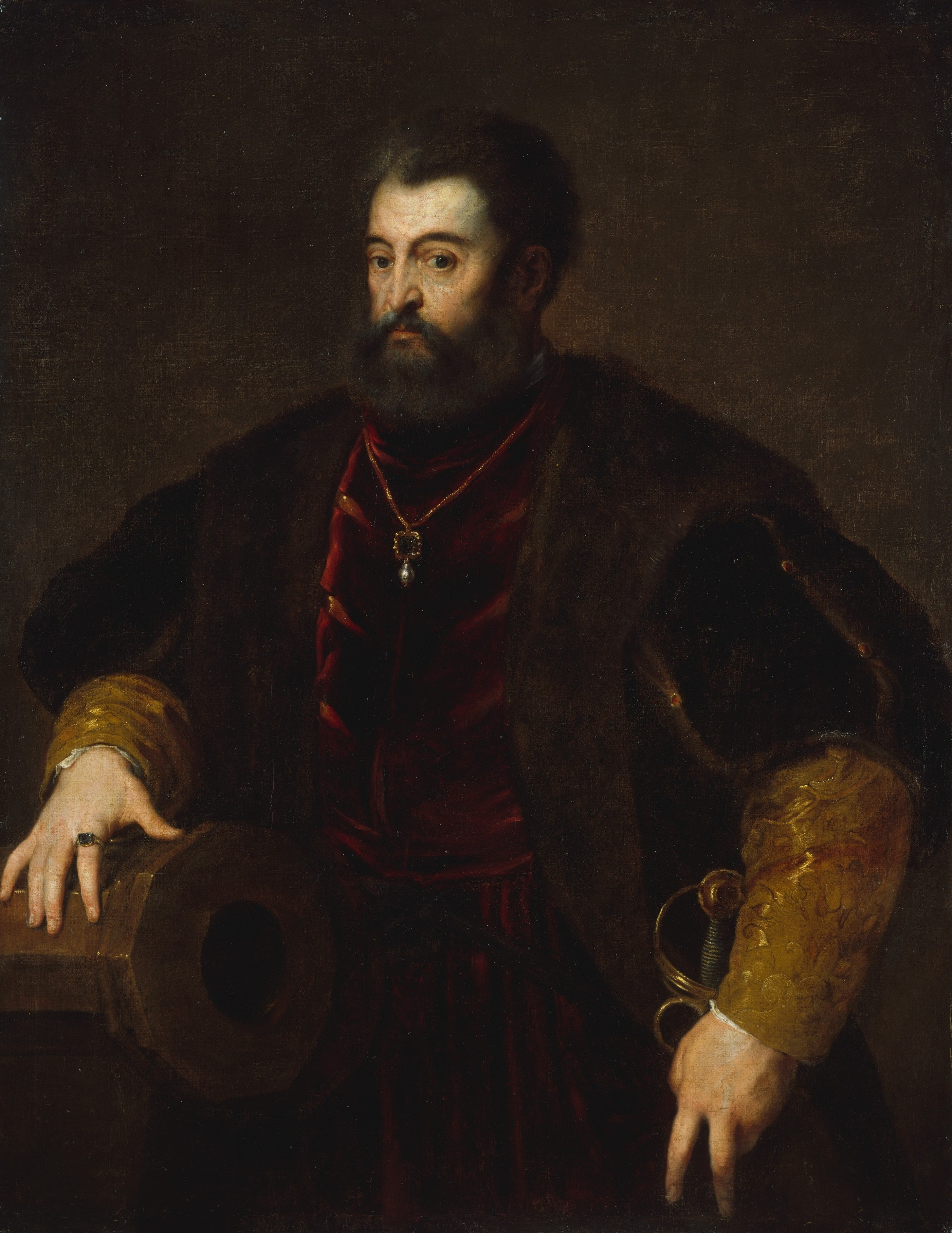
Portrait d'Alfonse Ier d'Este par Titien, vers 1525-1528 (New York, Metropolitan Museum of Art).

Selon une dernière hypothèse, l'homme et la femme seraient Frédéric II Gonzague, duc de Mantoue, et sa maîtresse Isabella Boschetti. Elle est notamment soutenue par Louis Hourticq. Même si elle n'est pas la plus courante, elle a l'avantage d'expliquer la présence de l'œuvre dans la collection Gonzague, à Mantoue, puisque Frédéric est membre de la Maison de Gonzague. En outre, l'historien de l'art s'appuie sur une création tardive (après 1523) ainsi que sur une certaine ressemblance physique entre le modèle et le duc pour étayer son hypothèse. Néanmoins, Panofsky et les chercheurs contemporains rejettent cette explication, en particulier parce qu'ils situent la création de l'œuvre vers 1515 et que Titien ne fréquente la cour de Mantoue que près de huit ans après cette création.

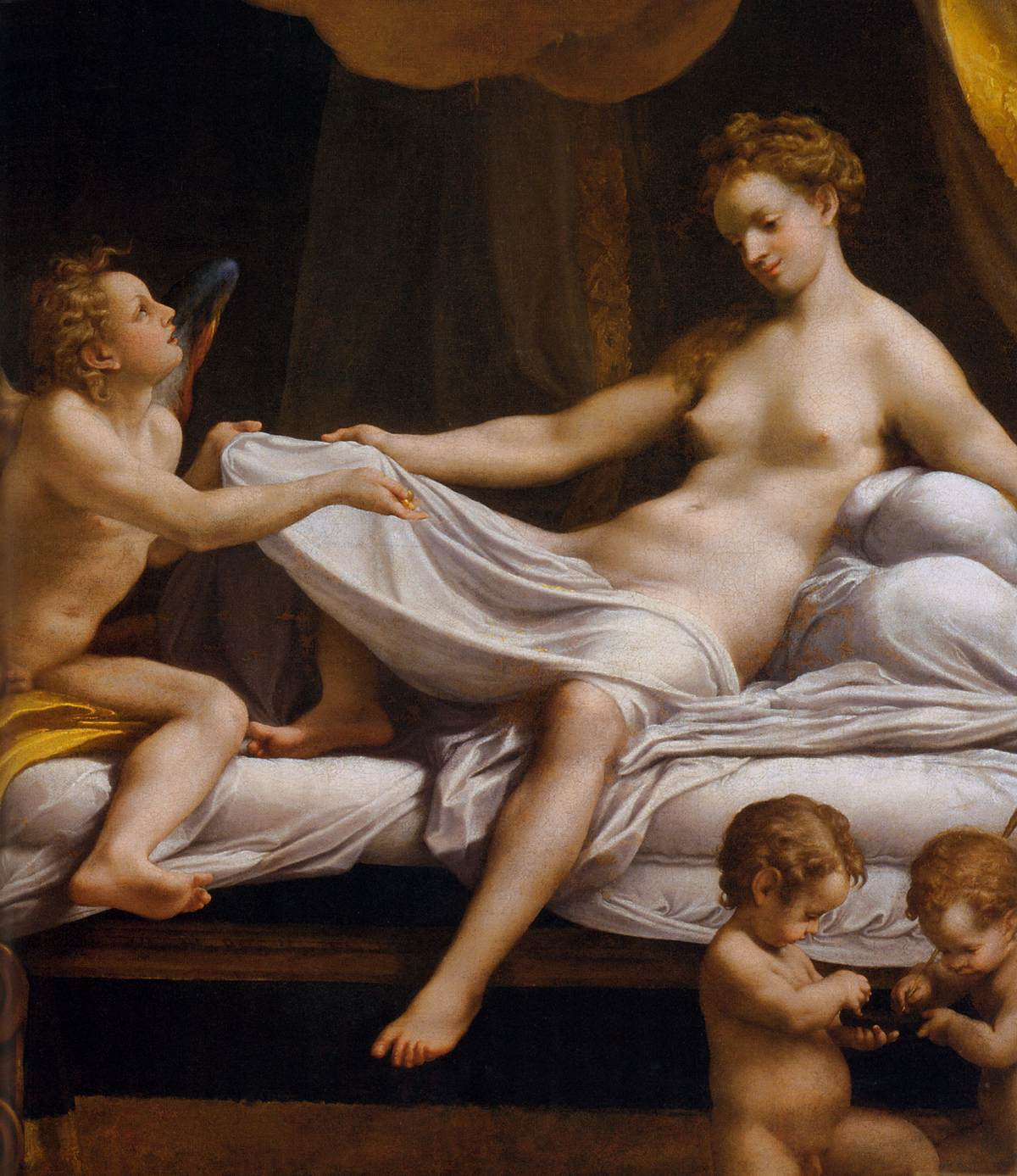
Isabella Boschetti aurait servi de modèle à Corrège en 1530 dans son tableau Danaë (Rome, galerie Borghèse) (détail)
Frédéric II par Titien, vers 1525 (Madrid, musée du Prado).

Devant l'absence d'éléments probants, il se peut donc que le tableau ne soit pas un portrait mais une scène de genre ou une allégorie utilisant un personnage pour la représentation duquel Titien a utilisé les services d'un simple modèle, comme l'affirme Ian Kennedy. Dans cette hypothèse, la nécessité de comprendre le sens ou le symbolisme que Titien a projeté dans son œuvre l'emporte sur toute autre considération et rend donc toute identification vaine et inutile.

#### L'hypothèse de la scène de genre

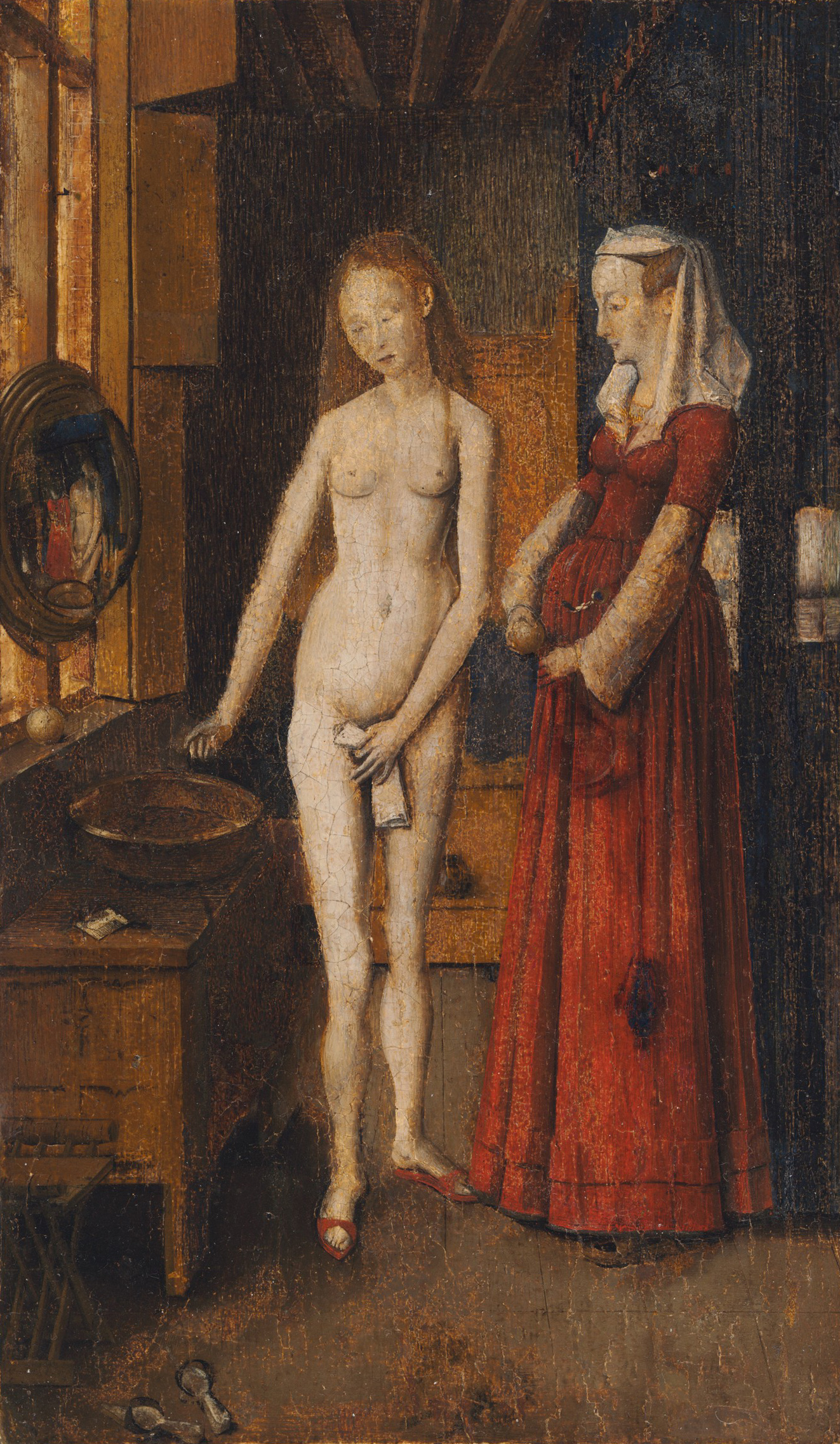
Dans sa Femme à sa toilette, Jan van Eyck initie vers 1420-1430 la scène de toilette en Flandre et, partant, en Italie (Copie d'un suiveur, Fogg Museum, Cambridge, musées d'art de Harvard).

Certains observateurs qualifient volontiers La Femme au miroir de scène de genre à laquelle serait attribué deux contenus qui se superposent : le tableau est une scène intime de toilette d'une part et, d'autre part, cette scène est à visée érotique.
Le lien avec la toilette apparaît d'emblée dans le tableau par les éléments de mise en scène et l'activité de la jeune femme. D'abord, cette dernière est représentée dans le lieu clos et intime d'une chambre. Par ailleurs, les objets qui apparaissent sont tous liés à cette activité : miroirs et onguent. Enfin, elle est affairée à observer sa coiffure : une natte est déjà faite qu'elle peut voir dans le miroir derrière elle. Ce genre de scène est alors plus commun dans la peinture néerlandaise et a été initié par Jan van Eyck dans un tableau aujourd'hui perdu et datant des années 1420-1430, Femme à sa toilette. Il est établi que l'image de ce tableau a été diffusée en Italie, notamment à Venise où sa thématique est reprise : c'est le cas par exemple d'un tableau de Giovanni Bellini datant également de 1515 et intitulé Jeune femme à sa toilette. Le peintre utilise les mêmes codes sans toutefois y porter l'érotisme du tableau de Titien : usage de deux miroirs, présence d'une petite flasque, nudité du modèle...

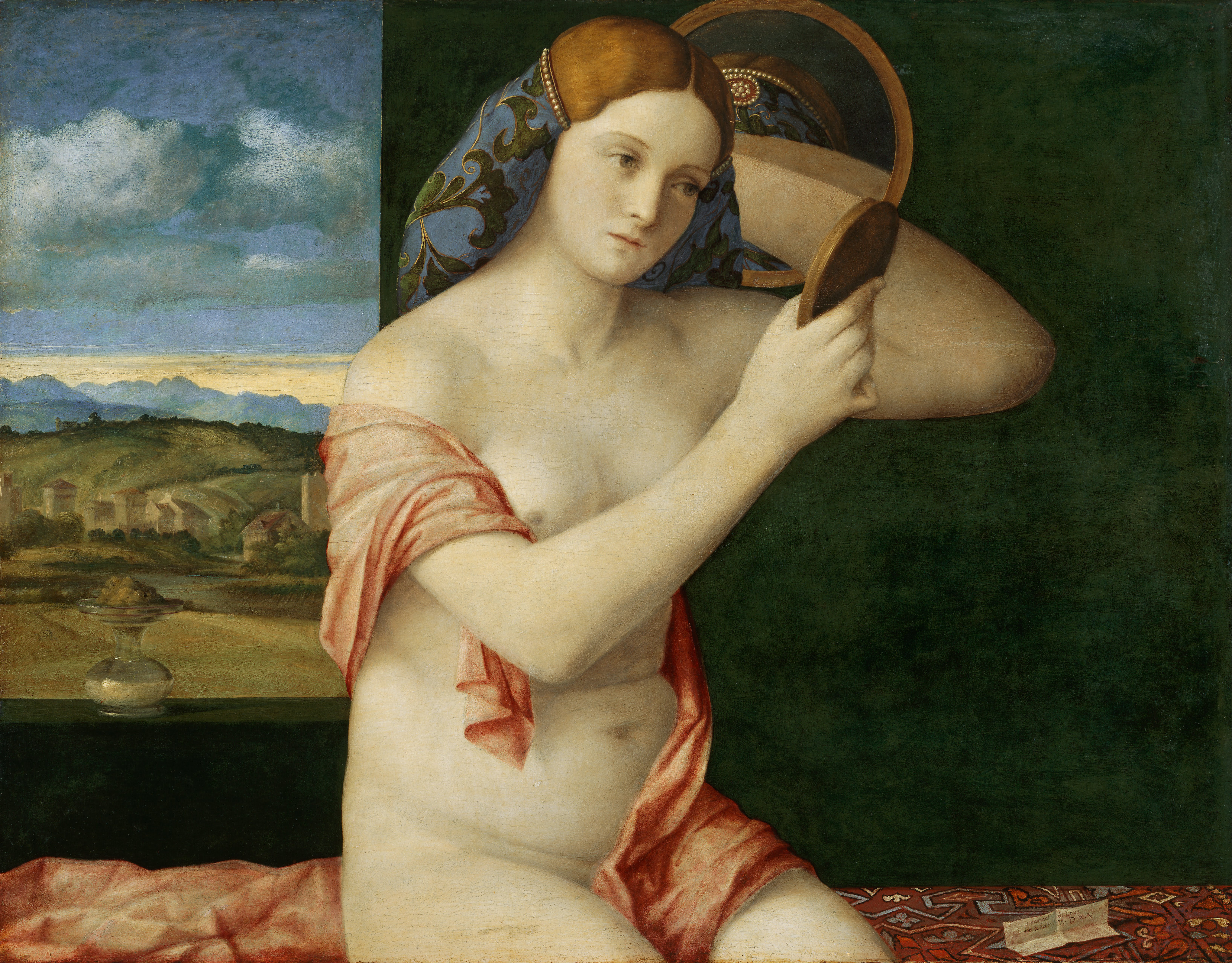
Une scène de toilette est utilisée dans la même période par Giovanni Bellini dans son tableau, la Jeune femme à sa toilette (vers 1515, Vienne, musée d'histoire de l'art).

Quant à l'aspect érotique, Erwin Panofsky le reconnaît : La Femme au miroir reprend tous les codes qui permettent de comprendre immédiatement l'œuvre comme une scène érotique. En effet, le tableau frappe par la sensualité qu'il dégage. La scène se construit d'abord par son intimité : les deux personnages sont seuls dans le décor dépouillé d'une chambre. Cette mise en scène se combine aux atours que déploie la femme : une chevelure blonde défaite, une carnation opaline, un visage et un regard inclinés, un large décolleté qui découvre le haut de la poitrine... Des éléments de décor amplifient ce dispositif : un flacon d'onguent ou de parfum et deux miroirs. Le jeu de regards intervient alors : celui de la jeune femme, à travers le double reflet des miroirs, qui contemple sa beauté ; celui du personnage masculin surtout, qui admire la femme et qui implique le spectateur par procuration. D'ailleurs, les observateurs hésitent sur le terme permettant de qualifier l'homme : parfois « serviteur », « coiffeur », sinon « ami », voire « amant »,. Il pourrait être en train de se rapprocher de la femme dans l'intention de l'embrasser, ce qu'atteste sa posture dynamique.
Pourtant, ne parvenant pas à déterminer la destination finale de l'œuvre, la communauté scientifique hésite : le dispositif érotique mis en œuvre permet-il de qualifier l'œuvre entière de « scène de genre érotique » ? Certains indices conduisent l'historien de l'art Erwin Panofsky à trancher par la négative : la scène serait un prétexte, pas une finalité. En effet, la mise en scène de la toilette ne serait que le support d'une allégorie dans laquelle la représentation du modèle, sa jeunesse et sa beauté ne se justifieraient que par la présence des miroirs qui les reflètent et donc des symboles qu'ils induisent.

#### L'hypothèse de l'allégorie

##### Allégorie de la vanité

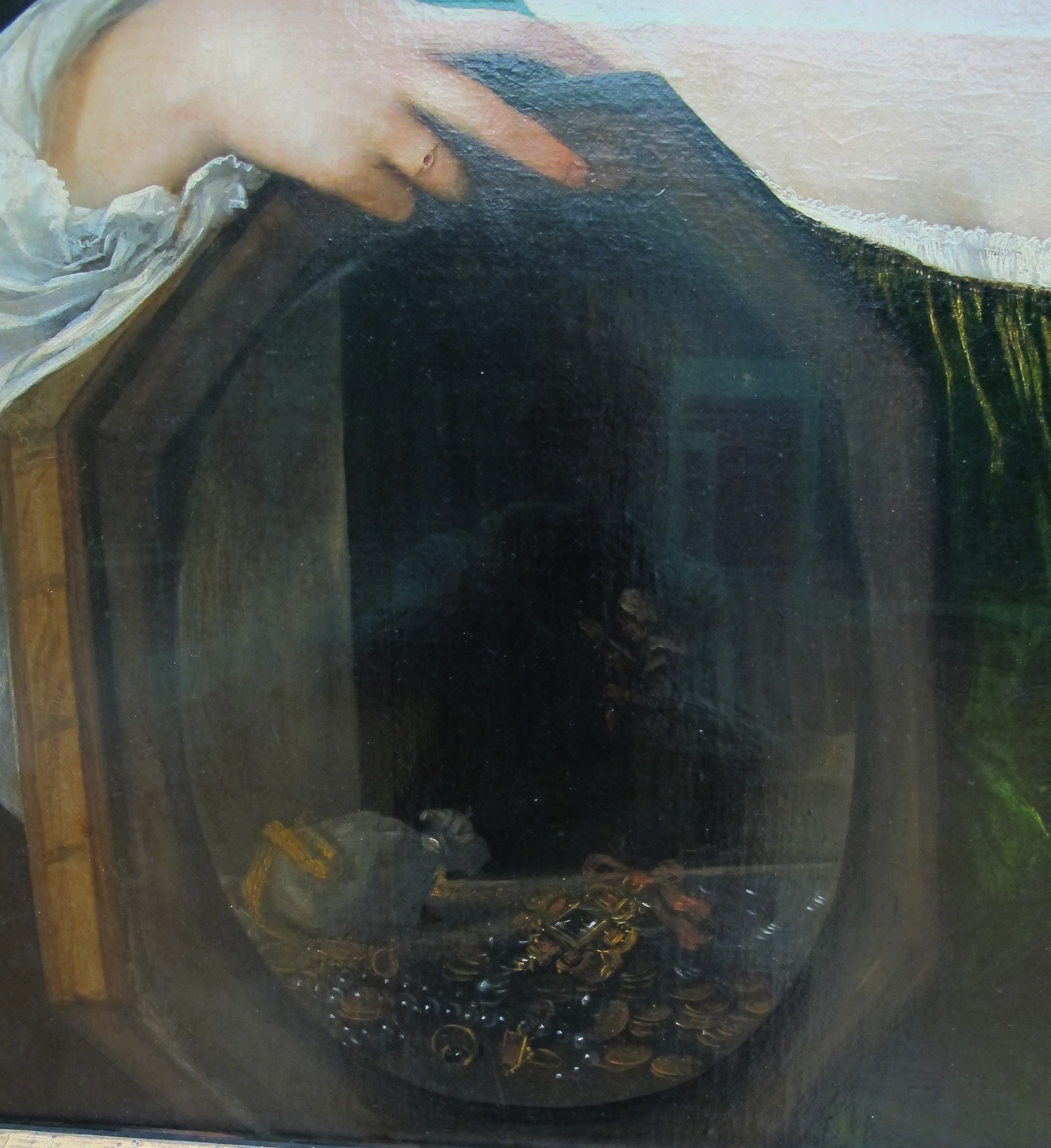
Dans l'Allégorie de la vanité (vers 1515-1516) Titien a ajouté un miroir qui était absent de ses travaux préparatoires (Munich, Alte Pinakothek) (détail).

Deux éléments complémentaires fondent la vision allégorique du tableau : le miroir et la femme.
Si l'usage du miroir convexe à la flamande est récent dans la peinture italienne et vénitienne de l'époque, le miroir en général y est chargé d'une symbolique installée depuis longtemps et possède de multiples aspects. La tradition européenne en fait un symbole de vérité et de sincérité, car il reflète ce que contient le cœur de la personne qui s'y regarde. Bien plus, il contient un aspect lié à la temporalité et constitue dès lors un médium capable de lire le futur.

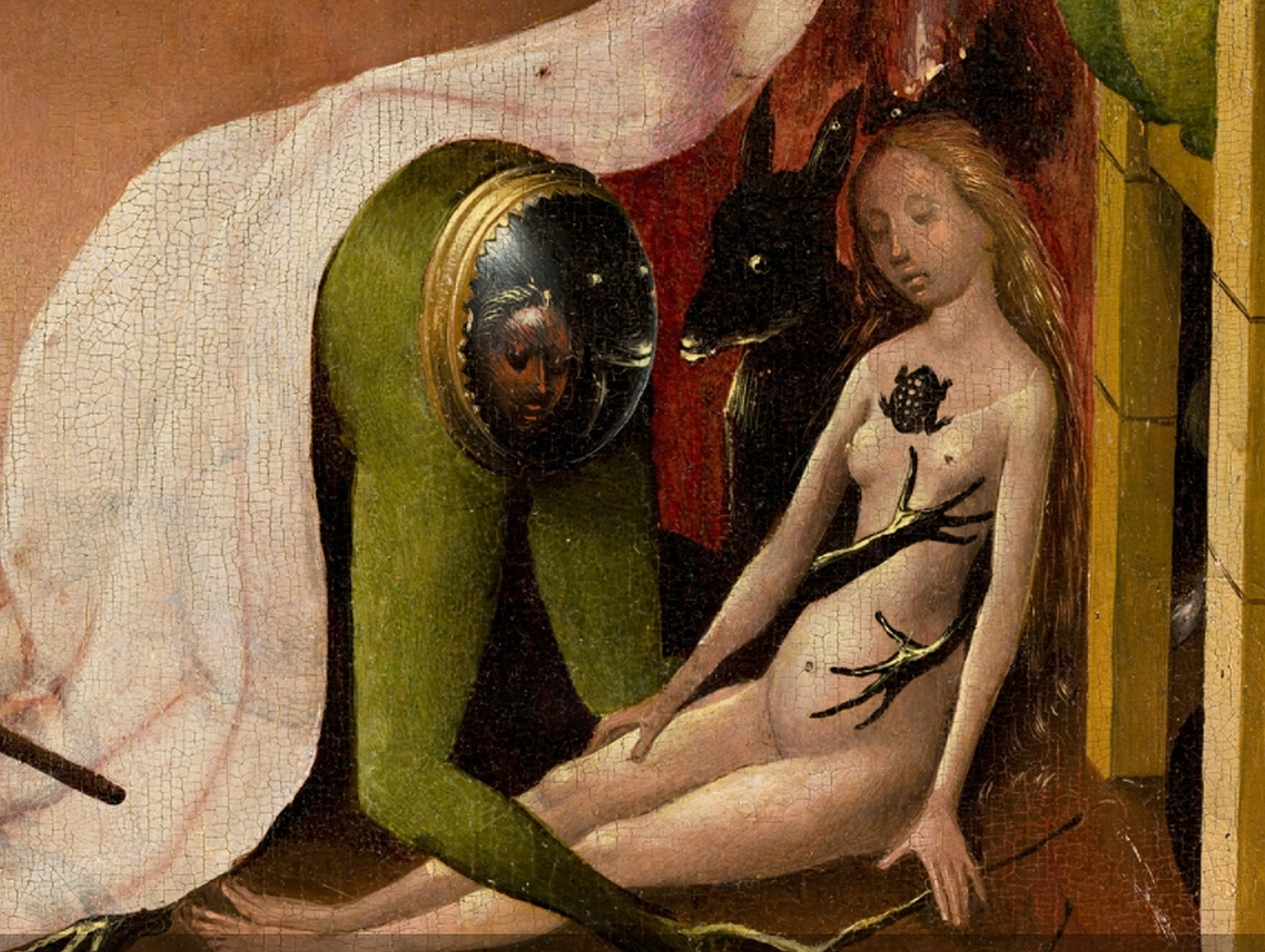
Le miroir en tant qu'instrument du diable apparaît dans Le Jardin des délices de Jérôme Bosch (Entre 1494 à 1505, Madrid, musée du Prado) (détail).

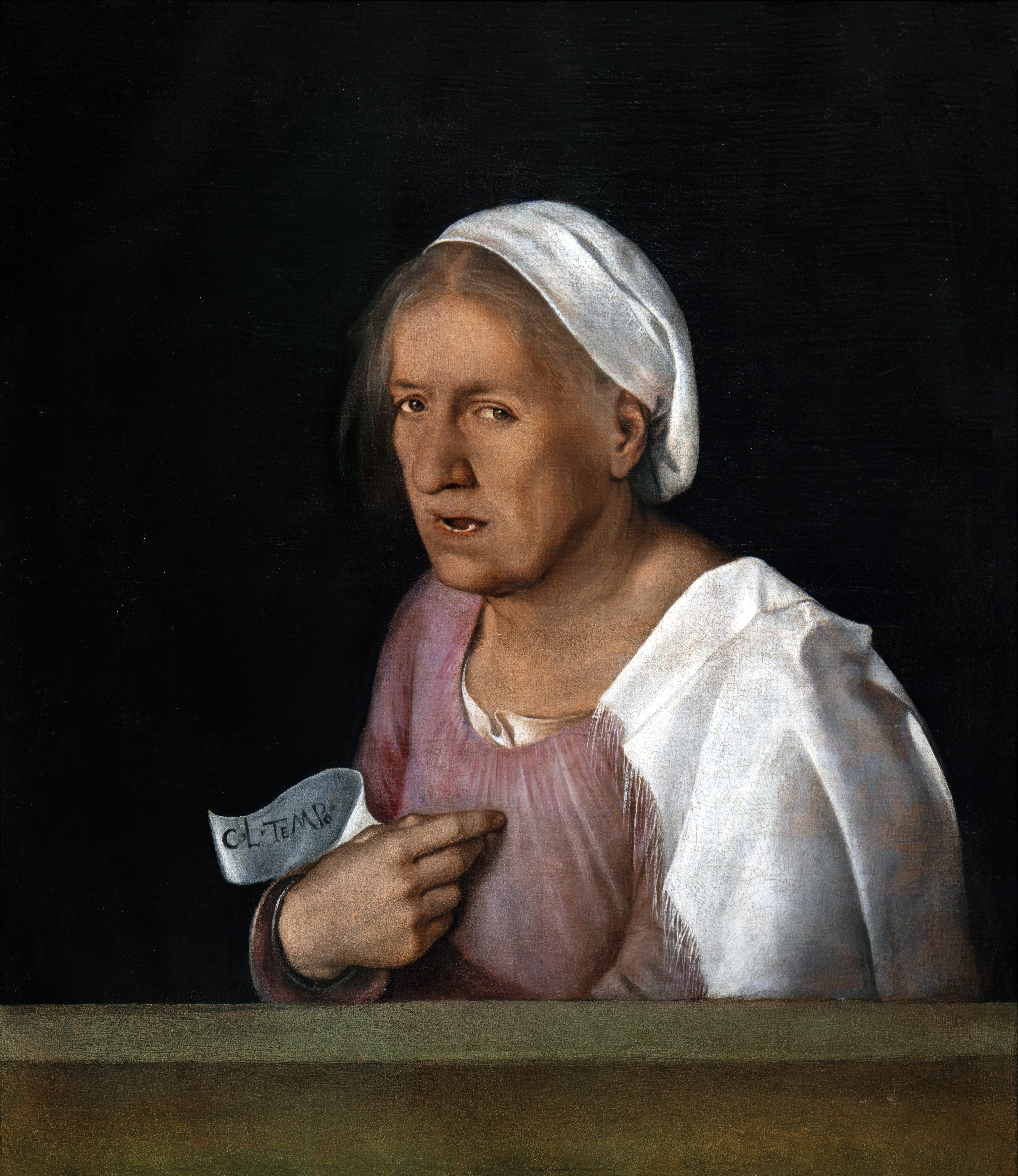
L'historien de l'art Erwin Panofsky voit La Femme au miroir de Titien comme un pendant symbolique à La Vecchia (La vieille) de Giorgione (vers 1507, Venise, it).

Néanmoins, dans La Femme au miroir, ce motif est lié aux éléments symboliques portés par la femme que sont la beauté et la jeunesse, et il se charge alors négativement.
Du côté de la beauté, le christianisme complète la symbolique antique de l'objet et en fait l'outil du Diable : une telle représentation se trouve ainsi dans Le Jardin des délices (entre 1494 à 1505) du peintre néerlandais Jérôme Bosch où, dans l'Enfer, une femme contemple son visage sur un miroir accroché sur le postérieur d'un démon, ce qui symbolise son égotisme. Dans cette idée, La Femme au miroir renvoie le spectateur à l'idée de vanité car le miroir, perverti par sa capacité même à montrer la vérité, peut enfermer celui qui s'y regarde dans la certitude et la satisfaction de sa beauté. Que dire dès lors de ce modèle qui se regarde dans non pas un mais deux miroirs ? C'est ici qu'intervient la notion de jeunesse qui renvoie de façon plus prégnante au temps qui passe : la vanité se charge alors d'un autre sens, celui « terrible, […] de l'Ecclésiaste, “vanité des vanités : tout est vanité” ». Elle établit la futilité de toute action ou possession humaine. Titien s'interrogerait alors sur le caractère éphémère de la condition humaine et, partant, de toute caractéristique physique dont on pourrait tirer orgueil comme la beauté. Ici Panofsky fait un lien entre La Femme au miroir et un tableau de Giorgione et connu de Titien, La Vieille dont il serait le pendant symbolique : les deux tableaux renvoient à la locution latine « Tales vos eritis fueramquadoque qot esis » (« J'ai été ce que vous êtes, vous serez ce que je suis »), c'est-à-dire qu'ils sont un rappel de la destinée commune à tout être humain de mourir. La noirceur de la surface du miroir devient alors signifiante : renvoyant une image impénétrable du dos du modèle par opposition à sa face lumineuse directement visible, cette surface contient l'idée de dégradation et donc de mort. La preuve que ce symbolisme fait partie des questionnements intimes du peintre apparaît à travers le travail réalisé dans un tableau de la même période que La Vanité : il est en effet établi que le motif du miroir a été rajouté par le peintre à sa composition alors qu'il était tout à fait absent de ses travaux préparatoires.
Finalement, et contrairement à l'homme absorbé par sa contemplation, le personnage féminin semble avoir conscience de sa propre fragilité et son regard pensif, presque triste, en tous cas sans joie apparente, serait porteur de la signification profonde de l'œuvre : « Devant nous, c'est la beauté qui se regarde dans un miroir et qui voit soudain le temps qui passe, et la mort. ».

##### Une réflexion sur la peinture

Dans De pictura (dont on voit ici le frontispice d'une édition italienne de 1752), Leon Battista Alberti assied le lien concret et symbolique entre tableau et miroir.

Une très large majorité de chercheurs et observateurs s'accordent pour considérer que La Femme au miroir propose une réflexion sur la peinture au moyen d'une allégorie dans laquelle le motif du miroir est central : Titien inscrirait son tableau dans le débat de la primauté des arts (italien : disputa sulla maggioranza delle arti) — autrement nommé « paragone » — et en particulier dans la rivalité entre sculpture et peinture,,,,.
Car le miroir est d'abord intimement lié à l'art : en effet, celui-ci symbolise dans la pensée occidentale la puissance créatrice de celui qui l'utilise et notamment celle de l'artiste, ce dernier étant chargé de représenter la réalité. Dès lors, le miroir représenterait tout à la fois le peintre et sa peinture. Dans son De pictura (De la peinture), Leon Battista Alberti le théorise ainsi : un tableau est à considérer comme « une chose naturelle vue dans un grand miroir ». Par ailleurs, Alberti investit le miroir comme l'emblème de la peinture et tient le personnage mythologique Narcisse pour l'inventeur de cette dernière : « C'est pourquoi j'ai l'habitude de dire à mes amis que l'inventeur de la peinture, selon la formule des poètes, a dû être ce Narcisse qui fut changé en fleur, car s'il est vrai que la peinture est la fleur de tous les Arts, alors la fable de Narcisse convient parfaitement à la peinture. Elle est autre chose que l'art d'embrasser ainsi la surface de l'eau ». Or les artistes italiens de la période, et donc Titien, font leurs les idées d'Alberti.
Le lien entre peinture et miroir provient également, et de façon très concrète, de l'usage que le peintre fait de ce dernier pour réaliser son œuvre. Ainsi, comme le rappelle Diane H. Bodart, Léonard de Vinci conseille au peintre d'évaluer son propre travail à l'aide d'un miroir, dans le chapitre CCLXXIV de son Trattato della pittura (Traité de la Peinture), « Comment un Peintre doit examiner lui-même son propre ouvrage, et en porter son jugement » : « Il est certain qu'on remarque mieux les fautes d'autrui que les siennes propres. […] Pour ce qui est des choses dont il n'a pas la pratique […] il faut qu'il ait soin, en travaillant, d'avoir toujours auprès de lui un miroir plat, et de considérer souvent son ouvrage dans ce miroir, qui le lui représentera tout à rebours, comme s'il était de la main d'un autre maitre ; par ce moyen, il pourra bien mieux remarquer ses fautes ».
Les tenants de la supériorité de la sculpture sur tout autre art, et en particulier la peinture, soulignent que seul leur art permet de voir tous les aspects de ce qui est représenté. Or le miroir constitue la réponse des tenants de la peinture :  non seulement, elle permet au spectateur de voir tous les aspects du modèle, mais , bien plus, elle le fait « simultanément sous tous ses angles ». C'est ce que prouve Titien dans La Femme au miroir ; il y ajoute le motif du double miroir. Ce dernier procédé a pour origine en particulier les travaux de Giorgione, notamment dans son tableau Narcisse : ainsi, par la mise en scène de la mise en abyme où la femme peut voir son image se refléter à l'infini dans les deux miroirs qui se font face, ainsi que par la contemplation simultanée offerte au spectateur de tous les aspects du corps de la jeune femme, Titien, qui reprend à son compte ce débat, exposerait de façon définitive la supériorité de la peinture dans sa rivalité avec la sculpture.

## Postérité

### Situation au musée du Louvre

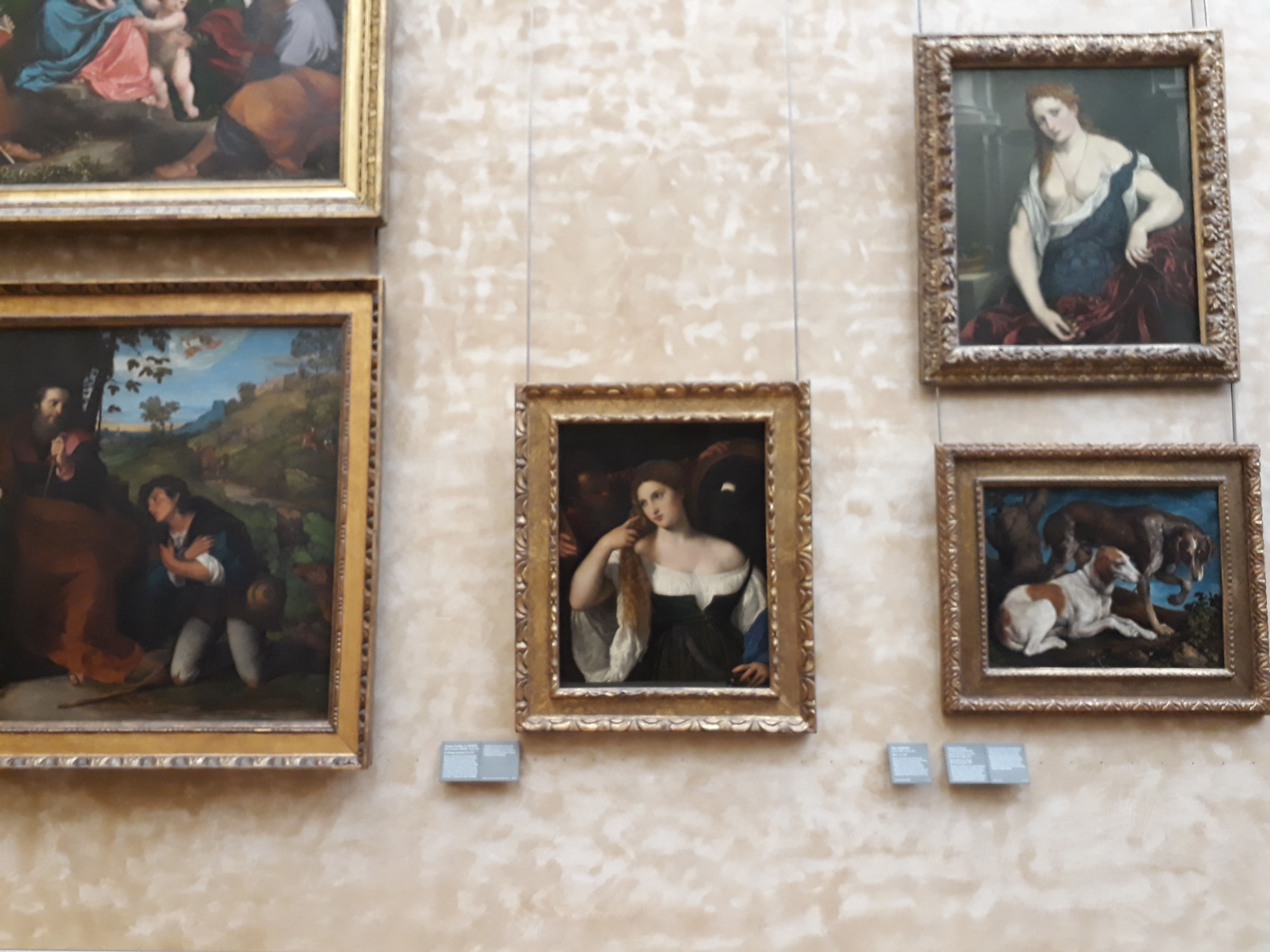
Le tableau sur son mur au musée du Louvre.

Le tableau est exposé dans la salle de La Joconde, située au premier étage de l'aile Denon. Il est entouré de quatre autres peintures italiennes : La Sainte Famille avec Saints (vers 1525) de Bonifazio Veronese (1487-1553) (au-dessus à gauche) ; L'Adoration des bergers avec une donatrice (1520-1525) de Palma le Vieux (vers 1480-1528) (à gauche) ; Flore (vers 1540) de Pâris Bordone (1500-1571) (au-dessus à droite) ; Deux chiens de chasse liés à une souche (1548) de Jacopo Bassano (vers 1510-1592) (à droite).

### Répliques de l'œuvre

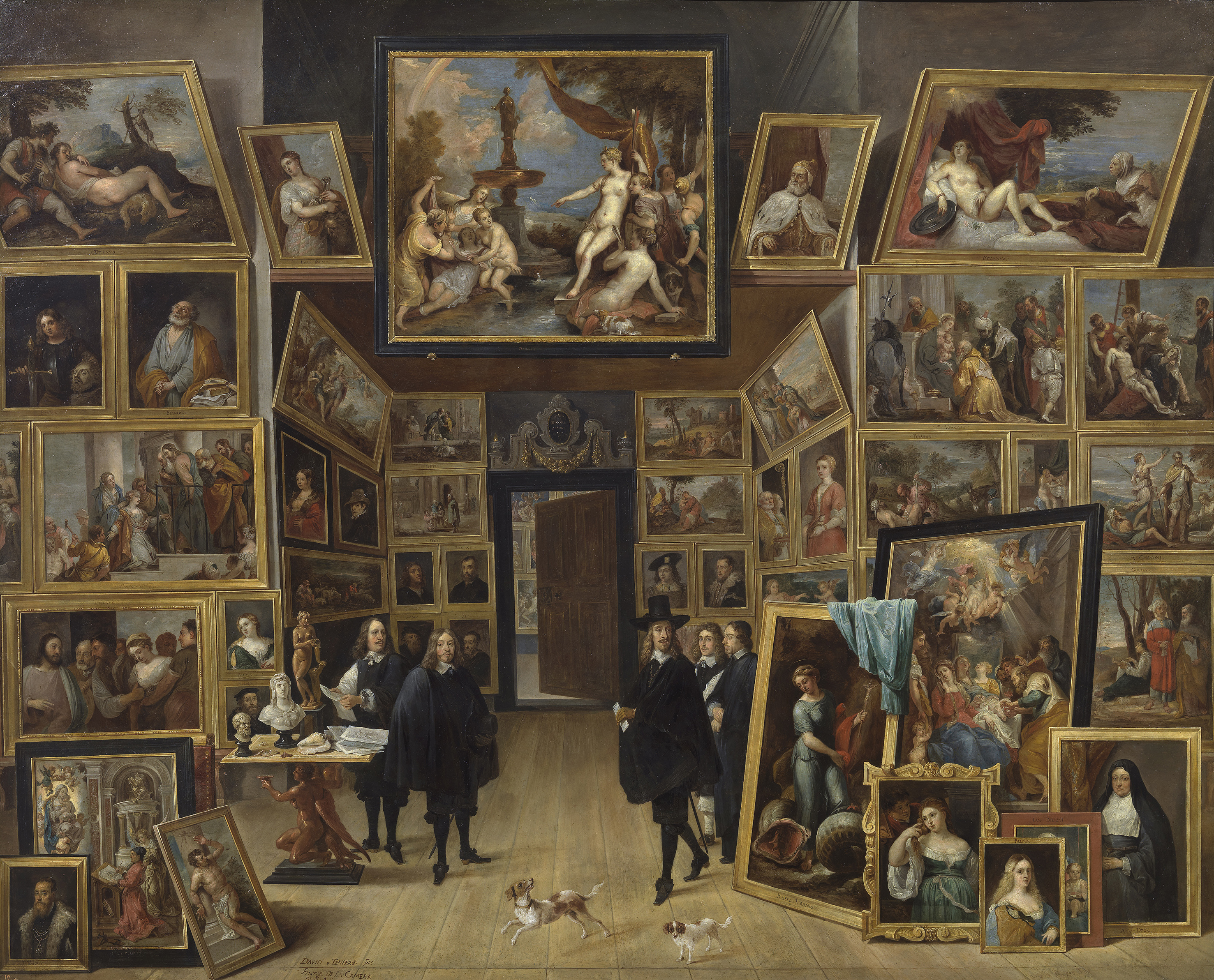
L'Archiduc Léopold-Guillaume dans sa galerie de David Teniers le Jeune témoigne de l'existence d'une réplique de l'œuvre (posée au sol, en bas à droite) dans la collection de l'archiduc Léopold-Guillaume de Habsbourg (1647-1651, Madrid, Musée du Prado).

Le tableau fait l'objet de nombreuses répliques de la main du maître. En 1919, Louis Hourticq en cite plusieurs : une première, présente dans la galerie de l'archiduc Léopold-Guillaume de Habsbourg (1614-1662) située à Bruxelles et documentée par sa représentation au sein de cette galerie par David Teniers le Jeune ; une autre documentée au XVIIIe siècle dans la galerie de Philippe, duc d'Orléans ; une troisième documentée en 1815 dans la ville de Ferrare ; une quatrième relevée en 1919 dans la collection du baron de Lœwenfeld à Munich. De nos jours, deux répliques se détachent particulièrement : celle du château de Prague et celle du musée de Catalogne. Leur création semble être chronologiquement très proche de l'original du Louvre. Il semble que l'idée de production de différentes copies d'une œuvre originale par l'artiste lui-même soit contemporaine de la création de La Femme au miroir. Ce genre de travail correspond, d'une part, au besoin de répondre à la commande d'œuvres ayant connu le succès et, d'autre part, au besoin de l'artiste et de son atelier de se constituer une banque de réalisations contenant des idées techniques ou de composition.

#### Réplique du château de Prague

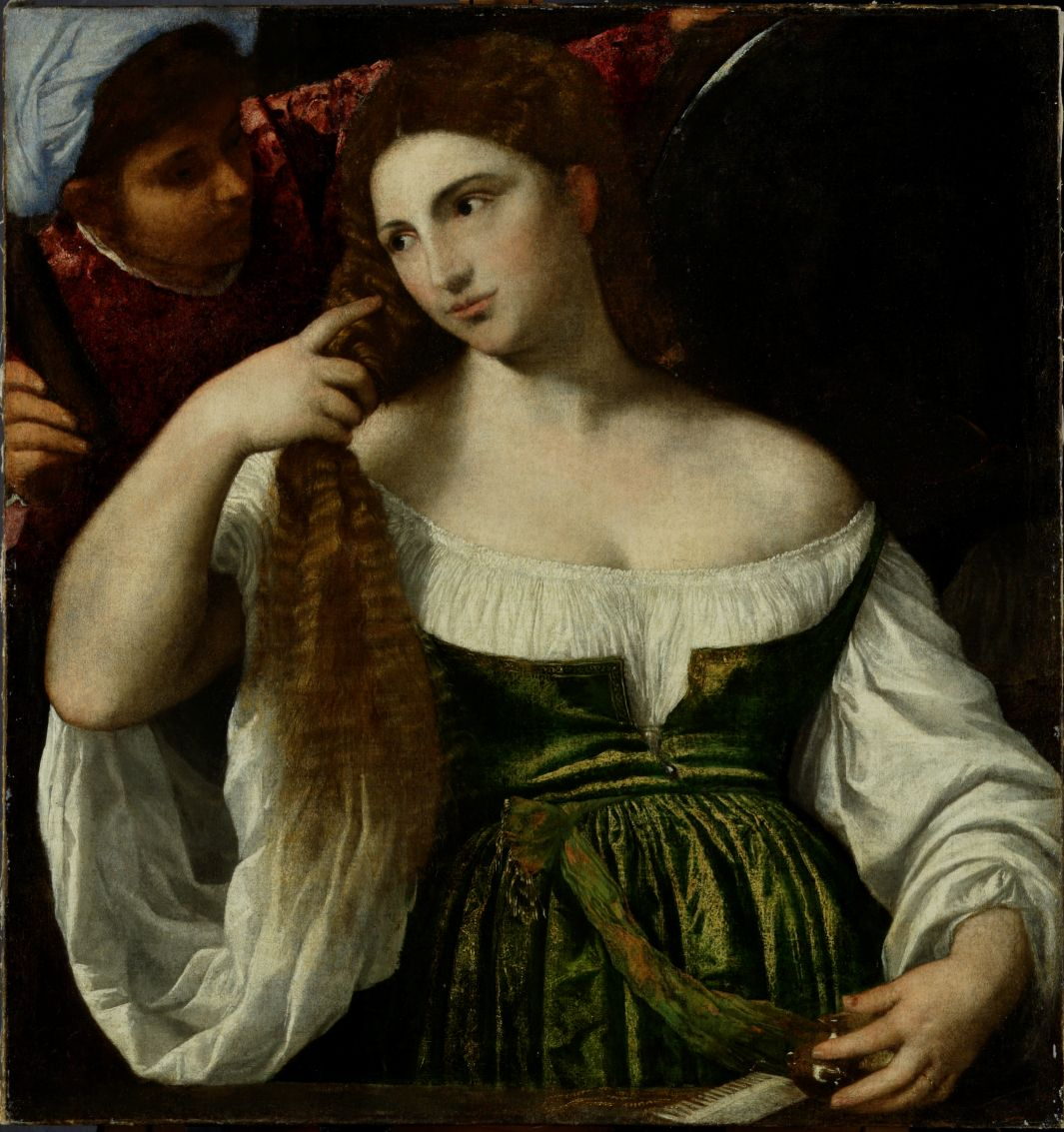
La réplique du château de Prague (vers 1515, Prague, pinacothèque du château de Prague).

La réplique conservée à la pinacothèque du château de Prague, en République tchèque est considérée comme la plus ancienne des deux copies.
Il n'existe pas de nos jours de recherche qui fasse un lien entre cette réplique et celle qui appartenait à la collection bruxelloise de l'archiduc Léopold-Guillaume de Habsbourg (1614-1662) mais un lien ténu peut être considéré. La présence de cette dernière est attestée dans la collection de Léopold-Guillaume à la fin des années 1640. Or, les recherches indiquent que Léopold-Guillaume offre un certain nombre d'œuvres, qui lui appartiennent ou dont il fait spécialement l'acquisition, à son frère Ferdinand III de Habsbourg afin que ce dernier puisse se constituer sa collection,. En effet, Ferdinand III, roi de Bohême — région constitutive de la future République tchèque —, crée une collection dans le château de Prague à partir de 1650, car la galerie a été pillée par les troupes suédoises lors de la guerre de Trente Ans. Enfin, la première attestation de la présence au château de Prague de la copie de Ferdinand III remonte à 1685.
Après l'acquisition par Ferdinand III de la version, l'existence de cette dernière tombe dans l'oubli et ce n'est qu'en 1969 que l'œuvre est redécouverte dans les collections du château. Désormais, elle constitue une pièce majeure des expositions permanentes où elle est référencée sous le numéro d'inventaire 34. Son titre en tchèque est Toaleta mladé ženy (La Jeune Femme à sa toilette). Par rapport à celles du tableau au Louvre, ses dimensions proposent une proportion légèrement différente puisqu'elle est presque carrée : 83 × 79 centimètres (contre 99 × 76 centimètres au Louvre). Son état général est considéré comme médiocre. Il semble qu'elle soit de la main même du maître bien que sa facture soit considérée de moindre qualité par rapport à la version du Louvre. Cette copie a, par le passé, fait l'objet de discussions au sein de la communauté scientifique quant à savoir si elle pouvait être en fait l'œuvre originale sur laquelle Titien se serait appuyé pour créer celle du Louvre. Les tenants de cette théorie ont fondé leur analyse sur la multiplicité des repentirs contenus dans le tableau de Prague, ce qui prouverait que le maître cherchait à parfaire une composition qui n'était pas encore établie. Néanmoins, l'argument ne tient pas en particulier parce que l'œuvre du Louvre présente également de tels repentirs. En outre, la facture d'excellente qualité de cette dernière et le fait qu'elle ait été en possession de collectionneurs prestigieux et, en particulier, dès l'origine, à la galerie Gonzague, tendent à confirmer l'antériorité de l'œuvre située au Louvre. De fait, les chercheurs s'accordent désormais pour considérer que le tableau du château de Prague est postérieur à celui du Louvre mais que sa réalisation lui est chronologiquement très proche, voire immédiate.
L'œuvre est quasiment identique à l'œuvre originale, notamment dans les poses de la femme et de l'homme. Les deux tableaux présentent tout de même quelques différences dans les détails : la disparition de l'écharpe bleue ; l'homme paraît plus jeune, perd sa barbe et porte désormais un turban ; enfin, la présence d'un peigne sur le parapet à côté de la fiole qui n'existait pas dans l'original. Plus significatif, le miroir, de convexe, devient plat : ce changement est important puisqu'il résout des problèmes présents dans l'original du Louvre de concordance iconographique entre un motif, le miroir à la flamande, et une théorie de la représentation, la fenêtre à l'italienne.

#### Réplique du musée de Catalogne

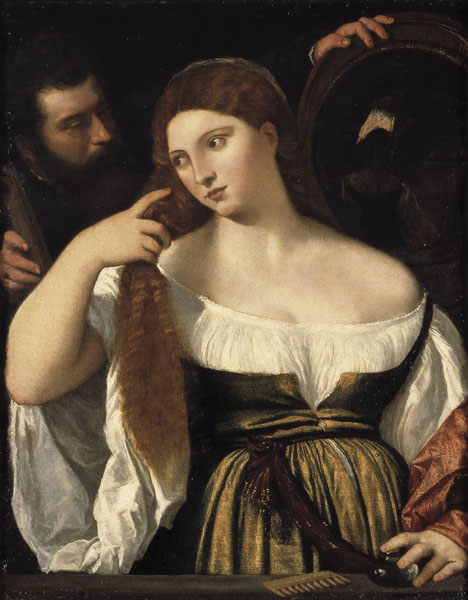
La réplique du musée national d'art de Catalogne (Après 1515, Barcelone, musée national d'art de Catalogne).

Le tableau est une version de l'atelier de Titien conservé au musée national d'art de Catalogne, à Barcelone en Espagne, sous le numéro d'inventaire 064985-000. Son titre en catalan est Noia davant el mirall (La Jeune Femme devant le miroir). Il est de dimensions légèrement réduites par rapport au tableau au Louvre : 89 × 71 centimètres (contre 99 × 76 centimètres au Louvre). Datant « d'après 1515 », il est reconnu par son propriétaire actuel comme postérieur à la version du Louvre. Parmi ses derniers propriétaires connus, on compte Francesc Cambó, un collectionneur catalan, qui lègue sa collection au musée à sa mort en 1947.
L'œuvre est quasiment identique à l'œuvre originale, notamment dans les poses de la femme et de l'homme, et le miroir conserve sa convexité par opposition à la réplique du château de Prague. Néanmoins, les deux tableaux présentent quelques différences dans les détails : la couleur de l'écharpe qui, de bleue, devient rouge ; la disparition du vêtement rouge de l'homme au profit d'un habit dont la couleur est fondue dans l'obscurité ; la robe de la femme est désormais d'un vert brillant ; enfin, la présence d'un peigne sur le parapet à côté de la fiole qui n'existe pas dans l'original.

### Rayonnement
La représentation du personnage féminin dans La Femme au miroir avec « [son] visage incliné, [ses] yeux bleus, [sa] carnation claire, [ses] épaules nues, [ses] cheveux blonds, ondulés et détachés » devient rapidement l'objet d'un idéal devenu un canon. De fait, de nombreux peintres vénitiens proches de Titien s'en inspirent, comme Giovanni Gerolamo Savoldo ou Palma le Jeune. De même, la composition du tableau connaît le succès qui conduit à la création de copies sous forme de peinture comme celle conservée au National Gallery of Art à Washington dont l'auteur demeure anonyme ou d'estampes créées par Antoine Borel en 1743, Charles-Paul Landon, François Forster en 1837 ou Jean-Baptiste Danguin.

Copies de l'œuvre.
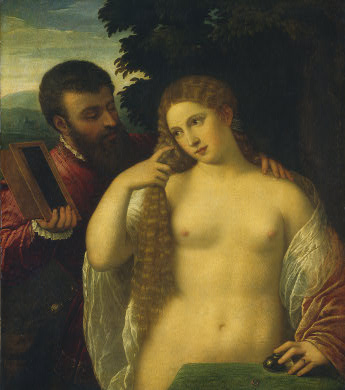
Suiveur anonyme de Titien (XVIe siècle, Washington, National Gallery of Art).
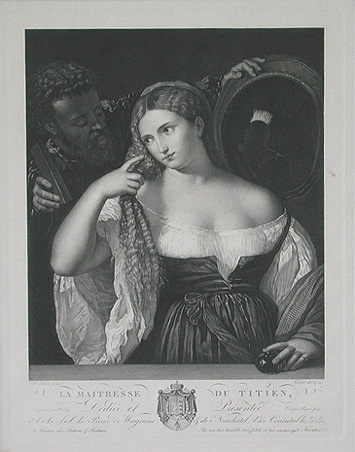
La maîtresse du Titien par le graveur François Forster (1837).

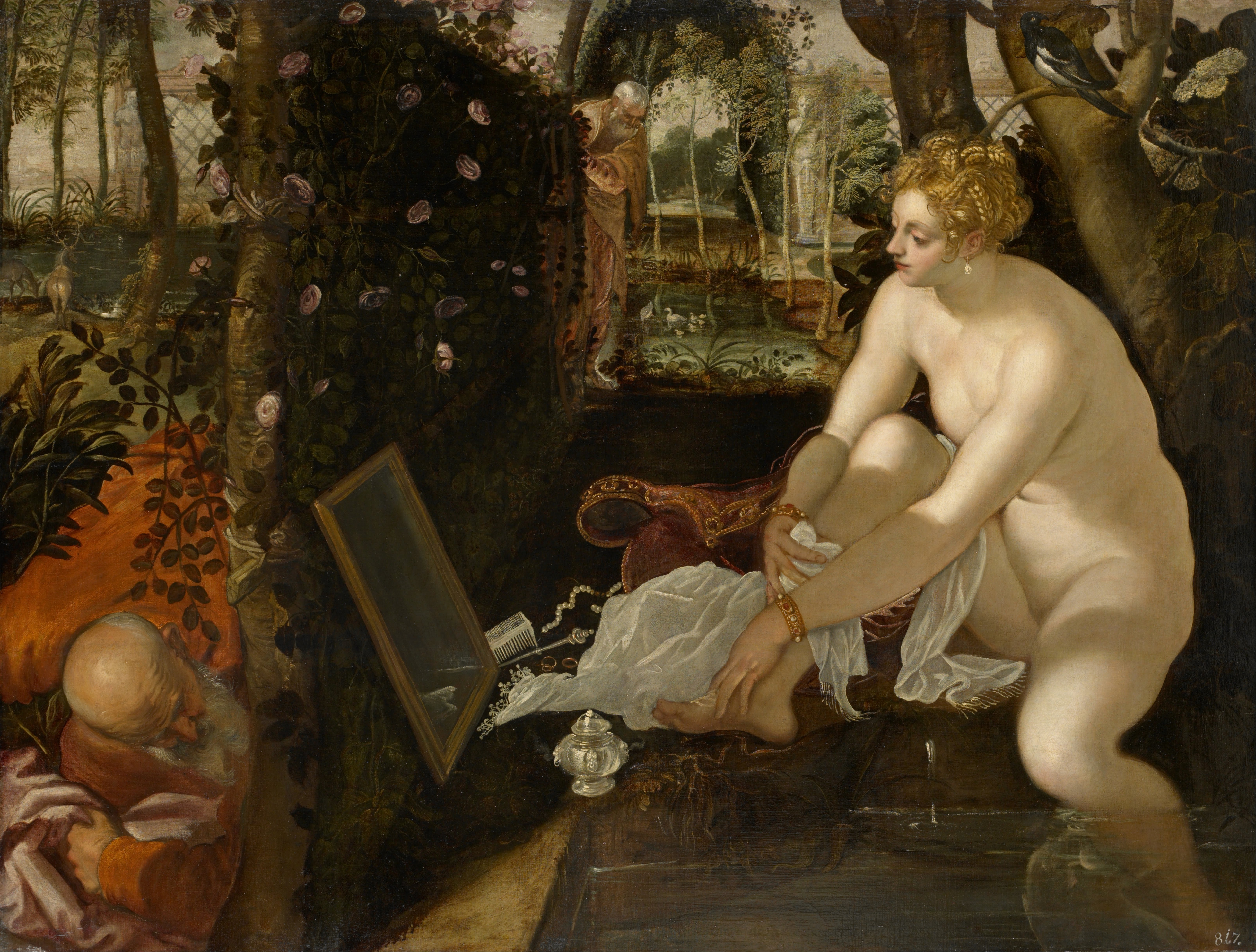
Tintoret reprend le motif du miroir ainsi que le jeu des regards croisés dans Suzanne et les vieillards (1555-1556, Vienne, Musée d'histoire de l'art).

Quant au motif du miroir, Titien le reprend et s'en inspire à l'envi dans de nombreux tableaux même à plusieurs dizaines d'années de distance, comme dans sa Vénus et Adonis (1554) ou sa Vénus au miroir (vers 1555). L'usage de ce motif devient également un canon qu'utilise par exemple Le Tintoret dans son tableau Suzanne et les vieillards (1558/1559) dans lequel l'héroïne est prise entre les reflets de deux miroirs mais également entre les regards croisés et obscènes de deux vieillards concupiscents.
Avec les siècles, l'œuvre continue d'exercer un fort attrait sur les peintres. Ainsi, visitant le tout jeune musée du Louvre en 1802, le peintre anglais William Turner (1775-1851) la reproduit à l'aquarelle dans ses carnets puis y note :

« Titien et sa maîtresse. Un merveilleux spécimen de ses capacités [à restituer] la couleur naturelle, car la poitrine de sa Maîtresse est un extrait de nature dans ses moments les plus heureux. »

.

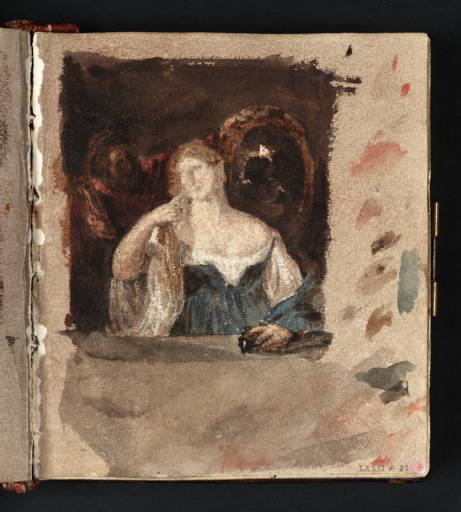
William Turner, Woman with a Mirror, aquarelle d'après Titien (1802, Londres, Tate Modern).

Une soixantaine d'années plus tard, un autre peintre anglais, le peintre, poète, traducteur et écrivain britannique préraphaélique Dante Gabriel Rossetti, crée deux tableaux après avoir lui aussi vu l'œuvre au musée du Louvre, Fazio's Mistress (1863) puis Lady Lilith (1868), qui s'en inspirent clairement. Les chercheurs établissent une proximité thématique et de composition entre les deux œuvres et celle de Titien : même inclinaison de la tête du modèle, semblable rêverie proche de la mélancolie, même jeu avec les cheveux, usage identique du miroir, robe du même blanc que la chemise de la femme,...

Dans des portraits de cette période, Dante Gabriel Rossetti s'inspire clairement de La Femme au miroir.
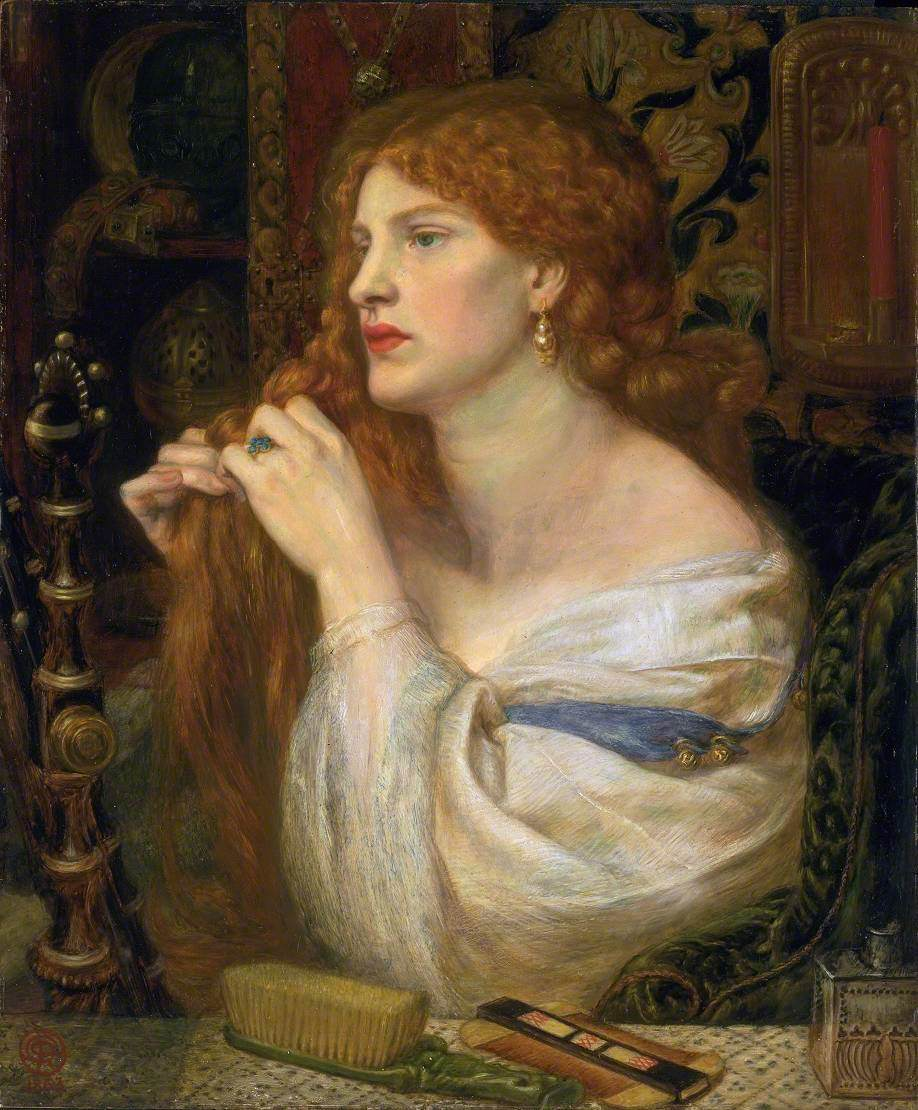
Dante Gabriel Rossetti, Fazio's Mistress (1863, Londres, Tate Britain).
Dante Gabriel Rossetti, Lady Lilith (1866–68, 1872–73, Wilmington, Delaware Art Museum).

### Expositions
La Femme au miroir fait l'objet d'une exposition qui lui est spécifique à Milan du 3 décembre 2010 au 6 janvier 2011. Intitulée Titien à Milan, elle est organisée sous la direction de Valeria Merlini et Daniela Storti dans le palais Marino. Elle est organisée conjointement par la mairie de Milan et l'entreprise ENI qui agit en tant que mécène du musée du Louvre. Ce partenariat a auparavant permis de voir à Milan le Saint Jean-Baptiste de Léonard de Vinci du 27 novembre au 27 décembre 2009 dans le cadre d'une exposition intitulée Léonard à Milan. À l'occasion de l'évènement, un catalogue édité par Skira paraît sous le titre Titien à Milan : La Femme au miroir - catalogue de l'exposition écrit par Valeria Merlini et Daniela Storti.
Par la suite, le tableau est exposé avec cent soixante-neuf autres œuvres à Lens. Cet évènement nommé L'Europe de Rubens a lieu dans la galerie des expositions temporaires du musée du Louvre Lens du 22 mai au 23 septembre 2013. L'exposition vise à « éclairer l'époque de Rubens, à travers plus de 170 œuvres de l'artiste, de ses modèles et de quelques-uns de ses contemporains, issues des collections du Louvre et de prestigieux musées européens et américains ».
Le tableau doit faire l'objet d'un prêt d'un an au Louvre Abou Dabi, annexe autonome située dans l'émirat d'Abou Dabi à l'occasion de son ouverture. La Femme au miroir fait partie d'un lot de deux cent quatre-vingt-dix-neuf œuvres issues non seulement des collections du Louvre mais aussi de douze autres musées nationaux : s'y retrouvent des peintures comme Bonaparte franchissant le Grand-Saint-Bernard de Jacques-Louis David (1800-1803) issue des collections du château de Versailles, des statues comme l'Apollon du Belvédère de Primatice tiré de celles du château de Fontainebleau ou d'autres objets artisanaux comme un plat florentin du musée national de Céramique de Sèvres. Ce prêt est fait en « contrepartie du milliard d'euros versé par Abu Dhabi, utile à la modernisation [des] musées [français], notamment à leur construire de nouvelles réserves ». Néanmoins, un tel prêt fait l'objet de controverses, en particulier parce qu'il n'est pas dans la tradition de la culture européenne de prêter des œuvres contre rétribution. De plus, les travaux ayant pris un grand retard, le prêt, qui devait originellement avoir lieu entre décembre 2015 et décembre 2016, est désormais programmé pour la fin de l'année 2017.